# Hupmobile
Hupmobile (Гапмобайл) — з 1908 року американський виробник автомобілів. Штаб-квартира розташована в місті Детройт, штат Мічиган. 1941 року компанія припинила виробництво автомобілів.

## Роберт Крейг Гапп

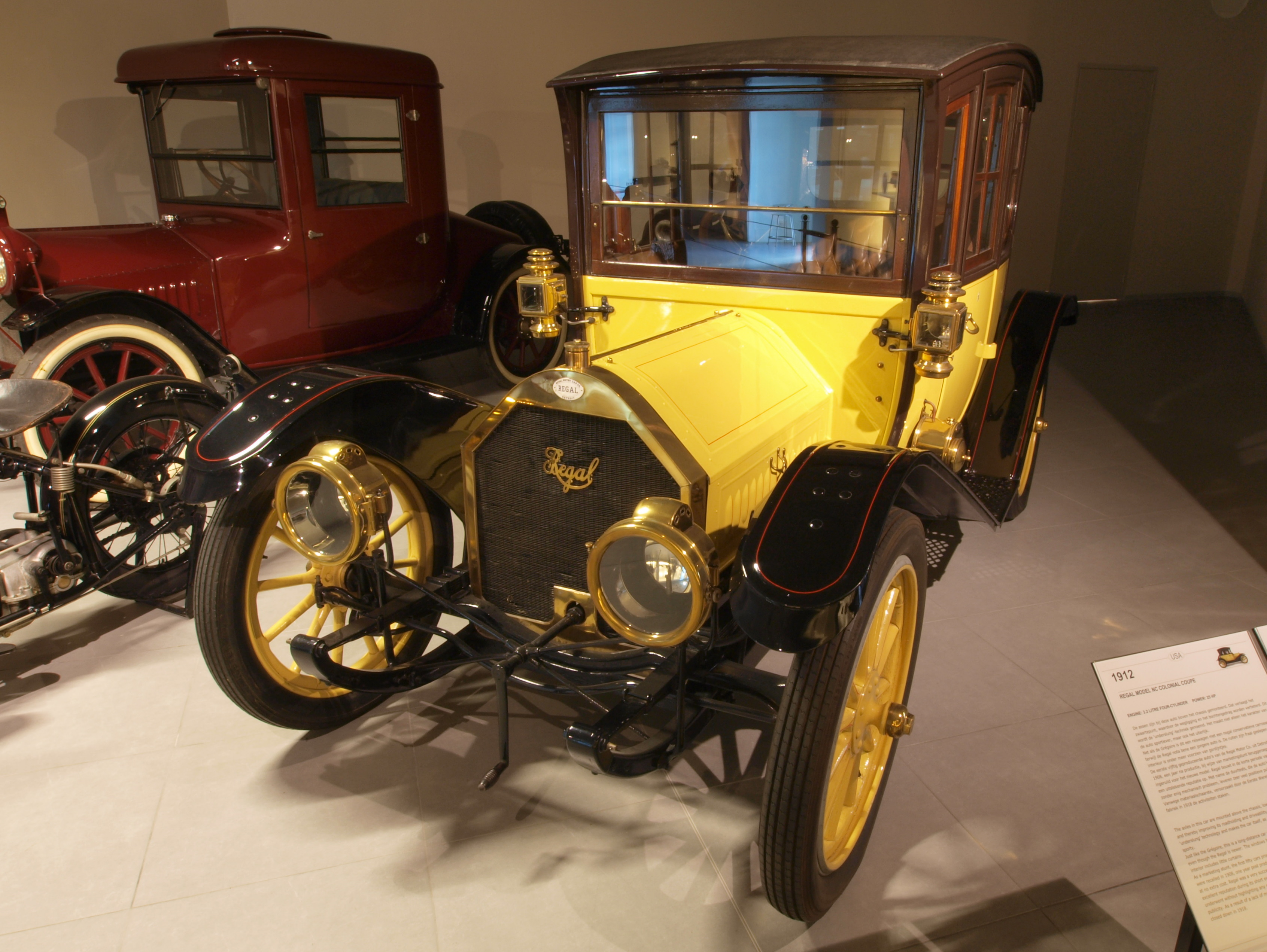
Regal Model 30

Роберт Крейг Гапп народився в 1877 році в містечку Гренд-Репідс, Мічиган. Отримавши освіту в детройтській загальноосвітній школі, «Боббі» Гапп йде працювати в компанію, де працює його батько Чарльз Джеспер Гапп. Батько працював фрахтовим агентом у Мічиганській залізничній компанії. Незабаром юнак розуміє, що це не його покликання, і він вирішує взяти участь в авантюрах перших автомобільних виробників. Так, він брав участь при проєктуванні першого масового американського автомобіля Oldsmobile Curved Dash, працюючи на підприємстві Olds Motor Works, яке він покинув в 1903 році. Детройтський завод Олдса згорів, і Олдс перевів своє виробництво в Лансинг. Гапп вирішує залишитися в Детройті і переходить працювати до Генрі Форда. У Ford Motor Cо спільно з мотористом Джоном Доджем він працює над 6-циліндровим Model K, і потім над дешевшим 4-циліндровим Model N. 1907 року «Боббі» переходить в компанію Regal Motor Car Co, там був спроєктований автомобіль з низькою рамою underslang, тобто мости розташовувалися над рамою, а не під. Під капотом у неї розташовувався 4-циліндровий 20-сильний мотор, всього вдалося продати близько 50 екземплярів цієї машини, а взагалі ця марка залишила свій відбиток тим, що її наступна модель — Model 30, також спроєктована Гаппом, була продана в кількості 175 екземплярів, але машина була настільки «сирою», що довелося відкликати всі 175 проданих примірників, тим самим це було перше в світі масове заводське відкликання автомобілів для заміни дефектних вузлів.

## Заснування компанії
Однак у 1908 році Гапп залишає і цю компанію, але цього разу для того, щоб зайнятися власною справою. Пропрацювавши шість років в автомобільному бізнесі, Роберт Крейг Гапп, так само як і син іммігрантів з Ірландії та Бельгії Генрі Форд, приходить до висновку, що майбутнє за дешевими доступними автомобілями. Дешеві автомобілі існували і до Форда з Гаппом, але то були моторизовані вози, а ці пани спочатку ставили за мету будувати повноцінні «мотори», як тоді називали автомобілі. Першого листопада 1908 року був готовий перший прототип Гаппа, це була збірна солянка з деталями від Oldsmobile Curved Dash, Ford Model T (продажі якої почалися місяцем раніше) і Regal Model 30. Під капотом його автомобіля був 30-сильний двигун, однак машину при вдалому збігу обставин можна було продавати в районі 1000—1500 доларів, а в Генрі Форда відпускна ціна на його «Т» була в розмірі 850 доларів. Гапп захотів зробити ще дешевший автомобіль. У листопаді Гапп спільно з інженером Емілем Нельсоном, сином посла США в Китаї Едвіном Денбі і автомобільним ентузіастом Чарльзом Гастингсом, збирає 25 000 доларів (останній пан вклав у справу 8500 доларів) і відкриває фірму Hupp Motor Car Company, орендувавши невеликий завод для свого підприємства. Фірма стала малобюджетною автомобільною компанією в Детройті.

## Початок виробництва автомобілів

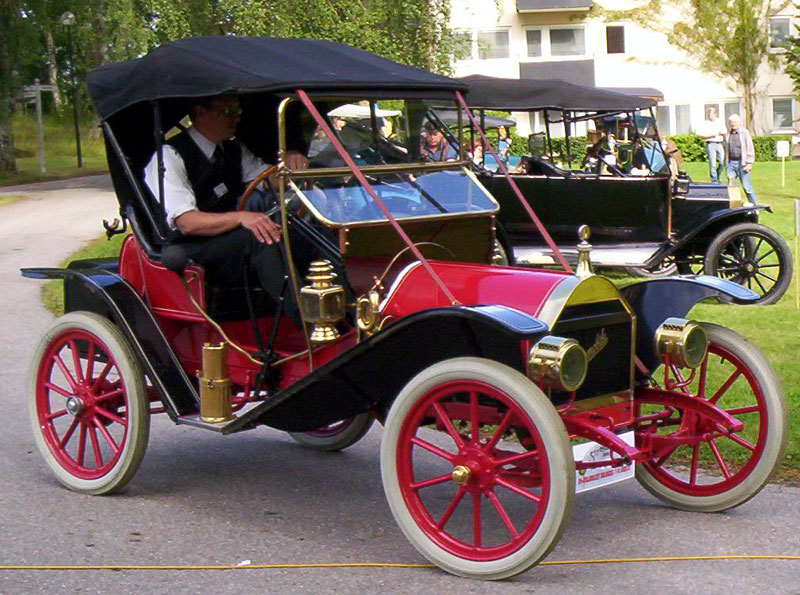
Hupmobile Model 20 Runabout

Підприємство будує новий прототип, на який встановлюють 1.8 л двигун потужністю 17 к.с. У лютому 1909 року на Детройтській виставці автомобіль з кузовом ранебоут демонструють як Hupmobile B-Series. Гапп вирішує для милозвучності прибрати одну букву свого прізвища, яка і дала назву новій марці автомобілів. Оголошена ціна в 750 доларів зацікавила глядачів, і Гапп збирає із замовників по 15 доларів завдатку. Навіть Генрі Форд здивувався, як його колишньому підопічному вдалося створити такий хороший автомобіль і продавати його за такі малі гроші. Серійне виробництво машини, яка тепер називалася Model 20, почалося в березні того ж року.
Спочатку двигуни для машини поставляло підприємство братів Доджів, вони ж поставляли двигуни і для Ford Model T, тому головним конкурентом для Hupmobile Model 20 був Ford T. У плюсах у продукції Форда була наявність 4-місного кузова, тоді як новинка Гаппа продавалася в 2-місній версії, але авто Гаппа мало запалювання від магнето і фрикційну коробку передач, у Ford Model T було запалювання від тертя і планетарна трансмісія. У цьому ж 1909 році до бізнесу молодшого брата приєднується Льюїс Горам Гапп, який був старший за «Боббі» на 5 років. Льюїс закінчив вищу школу Детройта, після чого вступив до Мічиганського університету, де отримав диплом інженера, спочатку він працював там же, де і його батько з молодшим братом, але потім він почав свій власний бізнес — Hupp-Turner Machine Company. Тепер, коли обидві компанії злилися, автомобільна фірма могла самостійно забезпечувати себе деталями для своєї продукції, в тому числі і двигунами.

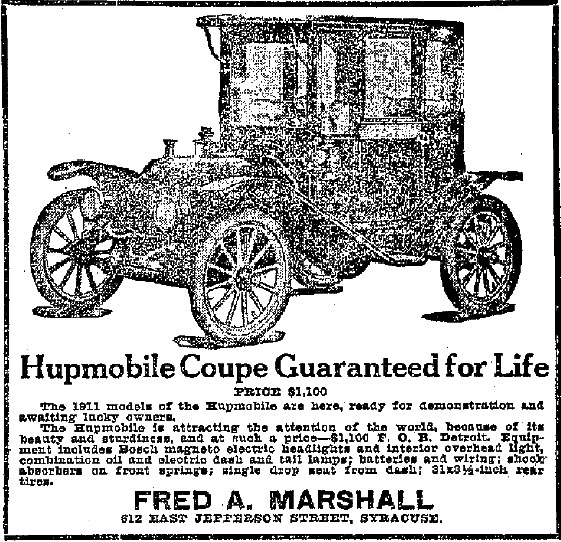
Hupmobile Model 20 Coupe

Для модельного ряду 1910 року Нельсон і Гапп модернізували задню підвіску, систему охолодження, систему зчеплення, змінивши конусну на дискову. Кузов типу ранебоут залишився колишнім, але сидіння стали ширшими, машини так швидко продавалися, що потужності маленького орендованого заводу не справлялися з виробництвом, в грудні 1909 року будується новий завод. 1910 року модельний ряд «20-ки» розширився до кузовів 20-C Coupe, 20-D Torpedo, Tonneau і 3-місного Rubabout, причому Hupmobile був одним з небагатьох, хто пропонував закритий кузов типу купе на машині такого цінового класу, криті кузови були дуже дорогими і важчими, що погіршувало динамічні характеристики автомобіля. 1910 року поліція Детройта обзаводиться своїми першими автомобілями, і вибір робиться на користь продукції Hupp Motor Co.

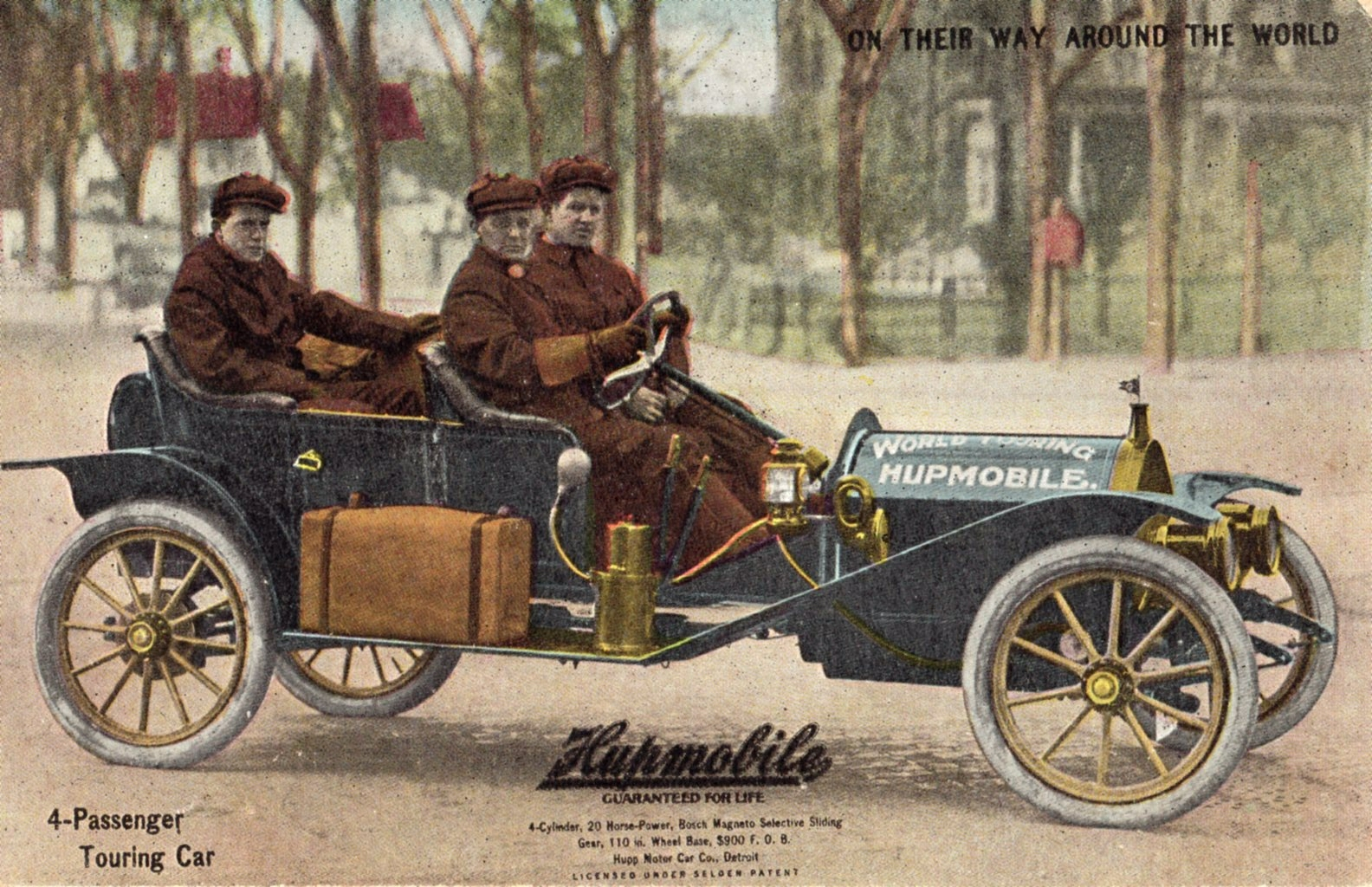
Hupmobile Model 20-D Tonneau

У листопаді 1910 року команда з трьох чоловіків вирушає на Hupmobile в навколосвітню подорож, це був не марафон на час, не пробіг на витривалість, просто три людини вирішили помандрувати. Все почалося з того, що джентльмени з прізвищами Хенлон, Дрейк і Джонс приїхали з Детройта в Сан-Франциско, що було непростою витівкою в той час. А вже звідти було вирішено рушити на Гаваї, потім авантюристи вирушили на Фіджі, у Австралію, Нову Зеландію, Тасманію, звідти на Філіппіни, Японію і в Китай. З Китаю вирушили до Індії, а звідти дісталися до Єгипту, звідки поромом відпливли до Італії, з Італії вирушили в Німеччину, Францію та Англію. За час подорожі, яка закінчилася в січні 1912 року в Нью-Йорку, екіпаж проїхав по дорогах 78000 км, відвідав 26 країн, причому в багатьох країнах автомобіль з'явився на дорогах взагалі вперше. З екіпажем американців зустрічалися імператори, королі і царі, а коли машина прибула до Риму, то мандрівники удостоїлися аудієнції самого Папи Римського — Пія Х.

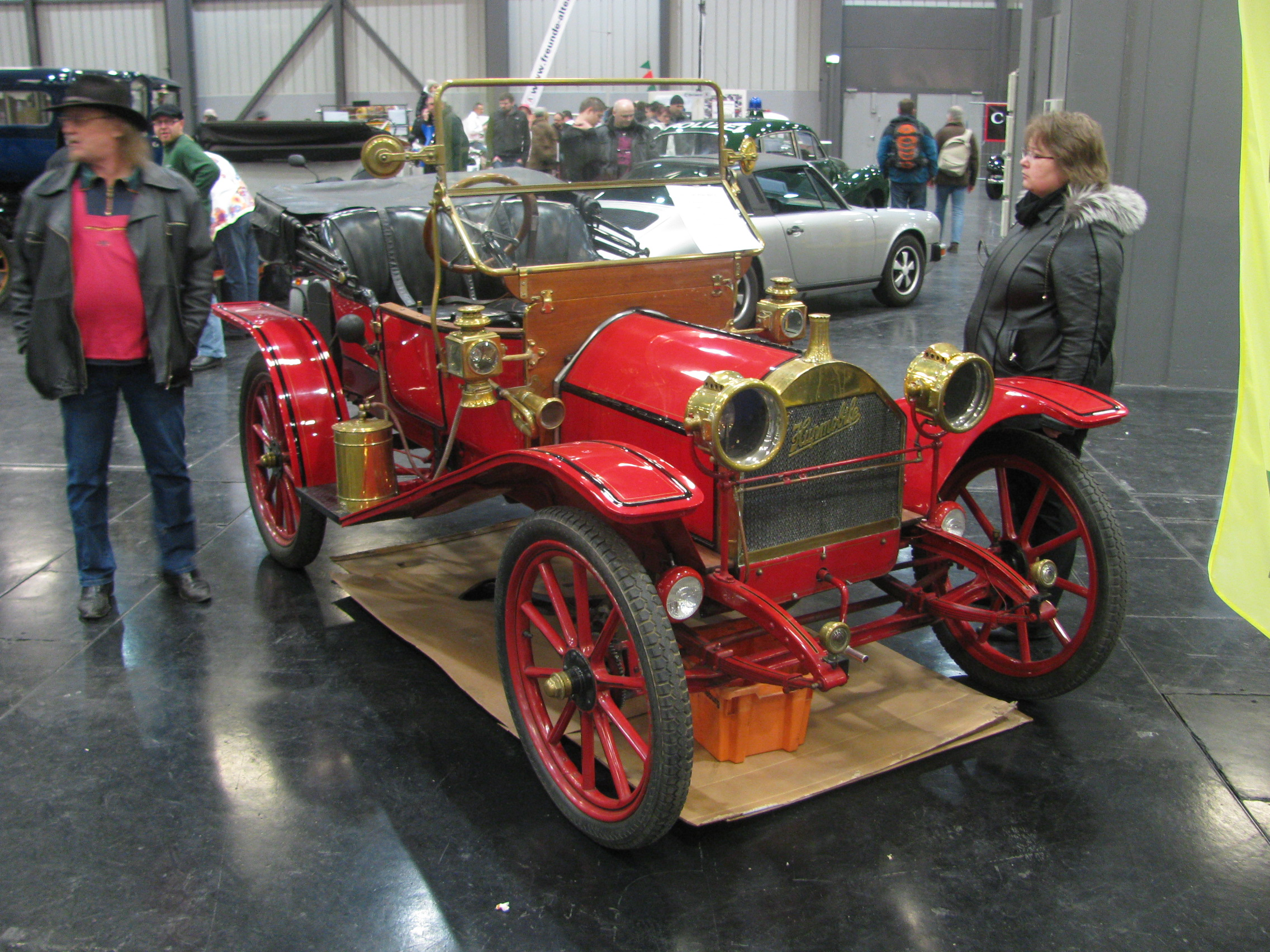
Hupmobile Model 20 Roadster

За весь час подорожі машина серйозно ламалася один раз, в Японії зламався задній міст і місцевий коваль виготовив новий, і це при тому, що про автомобілі в Японії тоді тільки чули краєм вуха. Машина так і повернулася в Нью-Йорк з цим мостом, причому збереглася вона без реставрації до наших днів. Завод спонсорував цих мандрівників, адже це була прекрасна реклама, так до Нової Зеландії в той час було відправлено близько 200 автомобілів цієї марки.

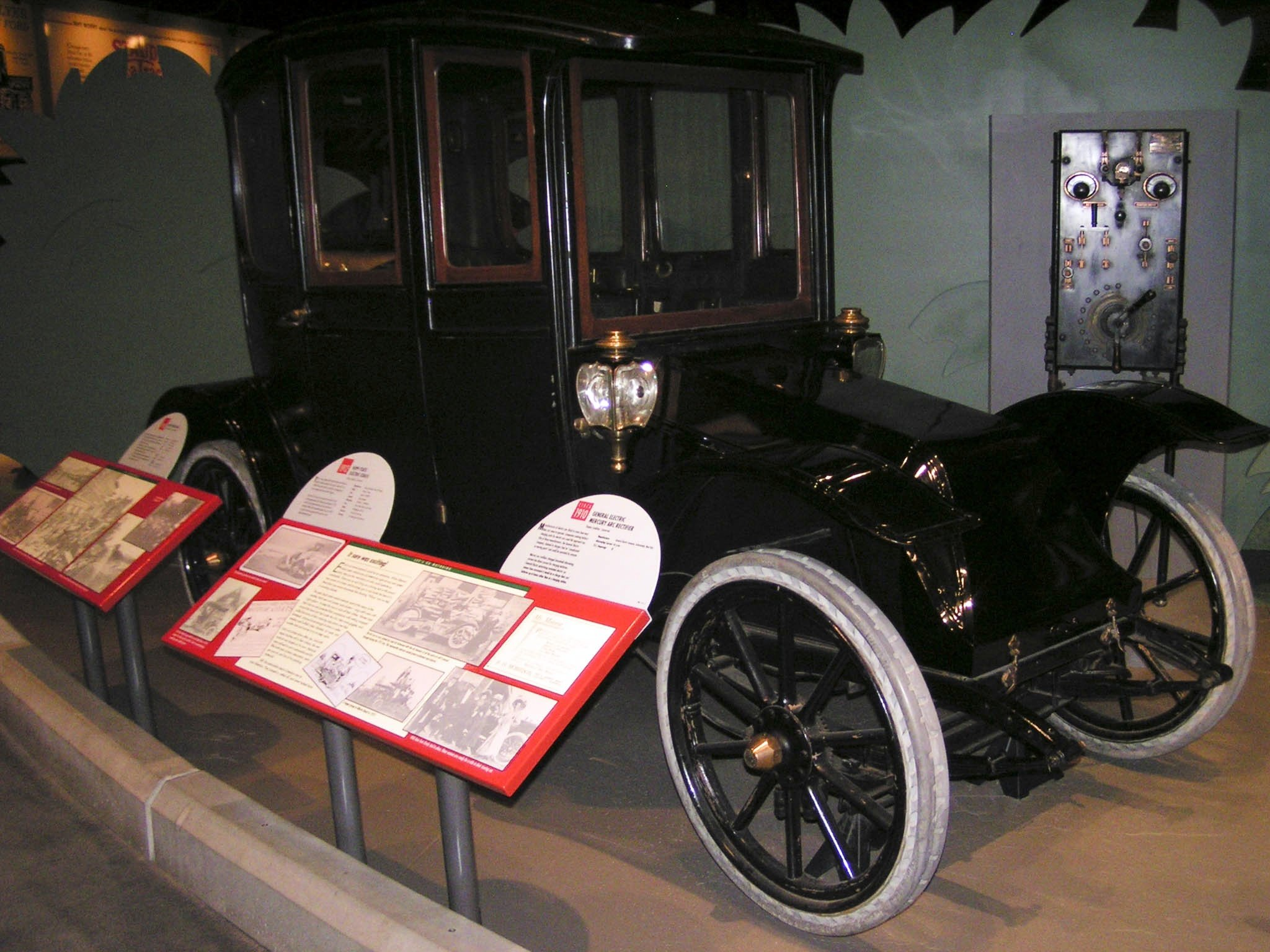
Hupp-Yeats Electric Regent Brougham

Однак «Боббі» Гапп міг тільки порадіти за Hupmobile і за екіпаж, що подорожував на ньому, оскільки до того часу він змінив свої переконання і вірував тепер в електромобілі. Ще в 1911 році через розбіжності з кредиторами, які були проти виробництва електрокарів та інвестицій у виробничі потужності, Гапп змушений був продати свої 20 % акцій і залишити підприємство, біля витоків якого він стояв, босом Hupp Motor Co стає Вальтер Дрейк. Разом зі своїм братом в серпні 1911 року Гапп засновує нову компанію — Hupp Corporation, яка починає випускати електрокари марки Hupp-Yates Electric з електродвигунами фірми Westinghouse, це були непогані електромобілі, які могли автономно пересуватися на відстань до 130 км. Заснування фірми саме збіглося з електрифікацією приватної нерухомості в США, тобто будь-який власник житла з розеткою міг собі дозволити заряджати автомобіль у будинку, і Сполучені Штати стають лідерами по частині електротранспорту, в 1912 році було зареєстровано майже 34 тисячі електрокарів, причому середня ціна їх була цілком підйомна для транспортного засобу.
Однак колишні компаньйони подають в суд на Гаппа, їм, як і Олдсу, забороняється використовувати власне прізвище в назві фірми, тоді Роберт Крейг Гапп називає свою компанію RCH Corporation (Ренсом Ерлі Олдс також використав свої ініціали в назві своєї нової компанії REO). Не дивлячись на зміну назви компанії, електромобілі продавалися і далі як Hupp-Yeats Electric, оскільки суд не побачив загрози марці Hupmobile, попутно в 1912 році починається виробництво бензинових автомобілів марки RCH. У Model 25 під капотом були досить потужні 28-сильні двигуни, об'ємом 2.7 л, серійно вони оснащувалися автоматичним ацетиленовим стартером, від якого відмовилися на початку 1913 року. Важіль 3-ступінчастої коробки передач розташовувався посеред підлоги спереду, він входив в Н-подібні прорізи, тобто як прийнято на сучасних автомобілях. На багатьох старовинних автомобілях важелі КПП розташовувалися збоку біля дверей водія, але ніяк не посеред підлоги. Автомобілі 1913 року в базовому оснащенні забезпечувалися електричним стартером, електричними фарами (причому один ліхтар був і ззаду, при цьому він підсвічував номерний знак), магнето фірми «Роберт Бош», дзеркалом заднього виду, складним дахом і брезентовими фіранками від негоди, автометром (прилад, який показував загальний, добовий пробіг і середню швидкість автомобіля), домкратом і обладнанням для ремонту покришок з протектором. Це все за 900 доларів, простіший і слабший Hupmobile Model 20 з довгою базою продавався в районі 1000 доларів, тому не дивно, що автомобіль користувався відмінним попитом.
Зробивши близько 1000 електрокарів і 16500 бензинових автомобілів, Роберт Гапп продає і це підприємство, на якому працювало 1600 працівників. Ще в січні 1913 року він зробив президентом підприємця на прізвище Хартц, а в липні продав йому компанію. Хартц протягнув рівно рік, оскільки в липні 1914 року він перепродав фірму, нові господарі перейменували фірму в Hupp-Yeats Electric Car Corporation, в 1915 році вони припинили виробництво бензинових автомобілів, електрокари дотягли до 1919 року, після чого фірма припинила своє існування.
Гапп разом з кузеном Джозефом Блумом купує завод фірми Carhartt Automobille Corporation, і на його території засновує нову фірму — Monarch Motor Car Co, яка починає випускати автомобілі серій 4-Series з 2.6 л 16 к.с. і 6-Series, оснащені 6-циліндровими двигунами 4.7 л 30 к.с. фірми Continental. Ці автомобілі мали похилий капот, виконаний у стилі De Dion-Bouton. Гапп спроєктував двигуни V8 і V12, Monarch Eight з 4.7 л V8, потужністю в 74 к.с., був анонсований, навіть було підписано угоду з фірмою Herschell-Spillman про виробництво двигунів, але в серію ці проєкти так і не пішли. Навесні 1916 року підприємство переживає банкрутство, його викуповує фірма The Carter Brothers, яка продовжує випускати ці автомобілі під маркою СB. Після цього Роберт Гапп переїжджає в Нью-Йорк, де в жовтні 1916 року засновує фірму Emerson Motor Co. Бази всіх автомобілів, які Гапп конструював після відходу з Hupp Motor Co, мали довжину в 2.79 м, та й об'єм двигуна був приблизно однаковим на всіх випущених ним автомобілях. 2.9-літровий мотор розвивав 23 к.с., було виготовлено 200 автомобілів, але постачальник трансмісії підвів виробника, і в підсумку автомобілі простоювали довгий час у пошуках потрібних коробок передач, це призвело до банкрутства. В тому ж році Луїс Горем Гапп, брат Роберта, заснував фірму Tribune Motor Car Compamy, але, продавши всього три машини з великим 5.3 л двигуном, він був змушений закритися, пізніше він зайнявся фермерським бізнесом і дожив до 1961 року, а його молодший брат помер в 1931 році.
Тим часом на Hupp Motor Co в 1911 році почали випускати подовжений варіант моделі 20, колісну базу подовжили з 2.18 м до 2.79 м, для довгої бази пропонувався весь спектр кузовів, тільки ранебоут змінився родстером. Навіть з'явилися вантажівки і розвізні фургончики, довгу версію постачали 3-ступінчастою коробкою передач, в той час як короткі задовольнялися 2-ступінчастою. Навіть з 2-ступінчастою коробкою передач автомобілі залежно від кузова могли розганятися до 80 км на годину, але оскільки рульове управління було надмірно чуйним після 50 км на годину, то завод ставив спеціальний обмежувач на випускній системі, який не дозволяв розганятися швидше безпечної швидкості, але на підлозі перед водійським сидінням був вмикач, який відкривав дросель на повну потужність, і в такому випадку машина вже могла їхати на всю потужність.

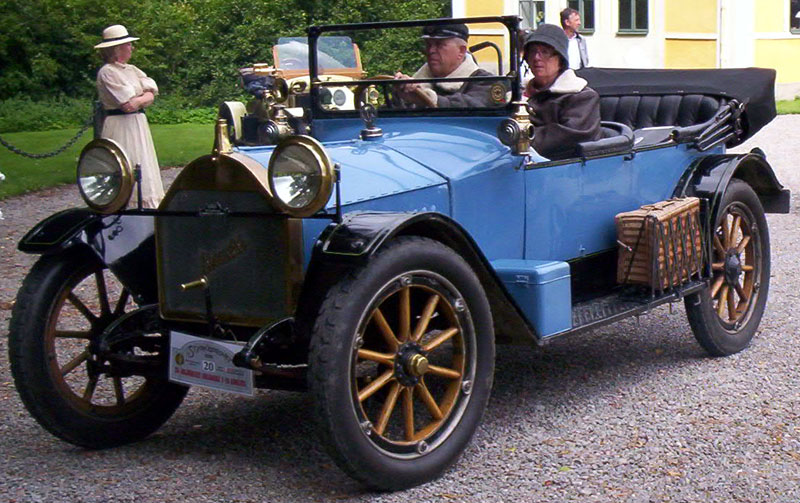
Hupmobile Model 32H Touring

У 1912 році відкривається завод в канадському місті Віндзор, там випускалися автомобілі для канадського ринку, але цей завод пропрацював всього кілька років. Крім цього була анонсована нова модель, яка доповнила модельний ряд фірми. Model 32H була більшою 20, мотор, об'ємом 3 л, видавав 32 к.с., база серійної машини була всього на 10 см коротшою подовженої Model 20.

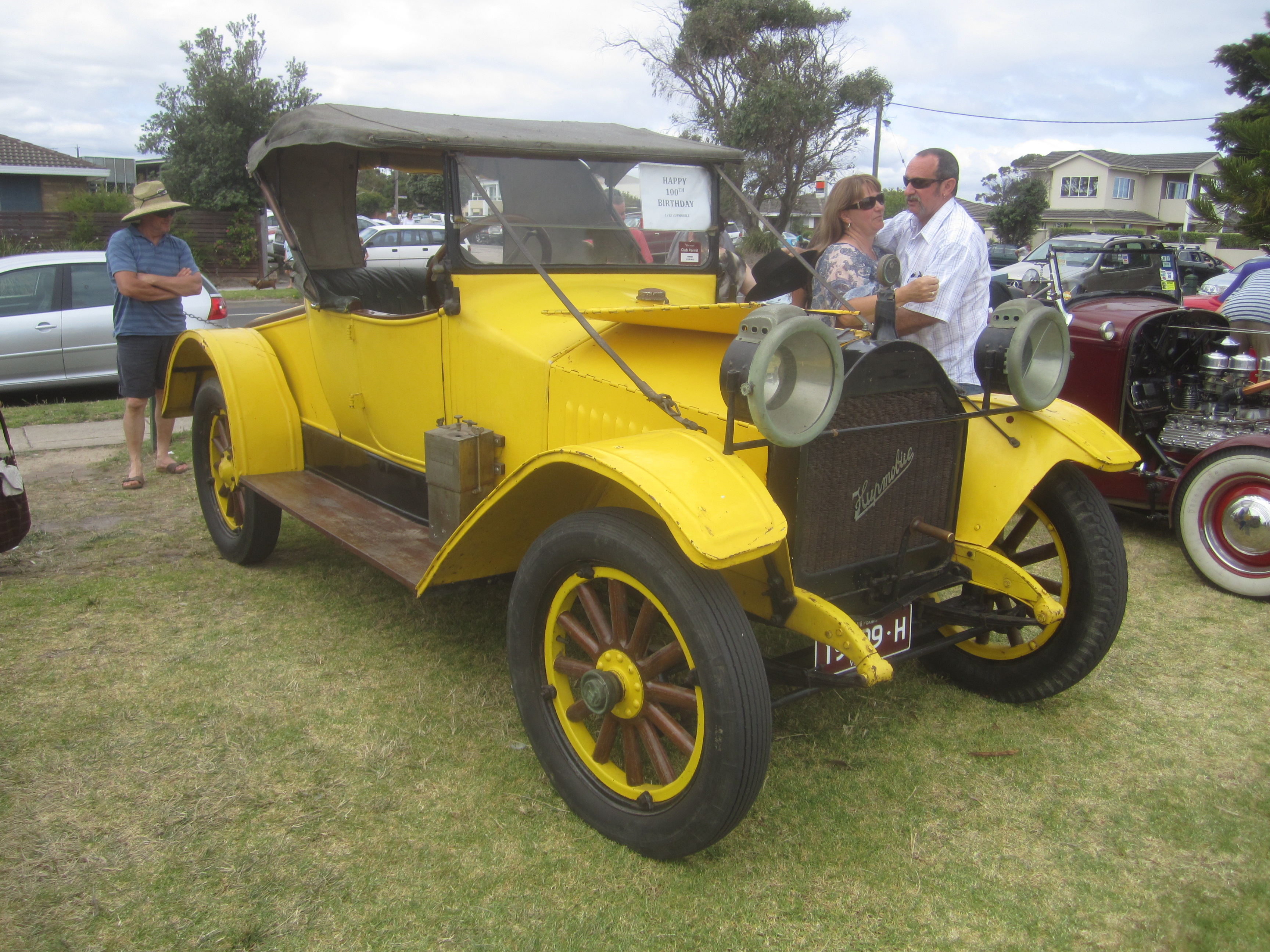
Hupmobile Model 32 Runabout

Цю машину було дуже легко відрізнити від попередньої завдяки високому розташуванню фар, які поки що були карбідними, в 1913 році припиняється виробництво Model 20, а 32 отримує вперше в світі суцільнометалеві кузови, розроблені Едвардом Баддом, що поставлялися кузовобудівною фірмою Hale & Kilburn, причому це були або відкриті, або закриті кузови. Проте ініціатор цього проєкту — Нельсон залишає фірму в тому ж році, а підприємство починає надалі встановлювати на свої шасі комбіновані кузови (дерев'яний каркас, оббитий металевими листами). На місце головного інженера, яке займав до цього Нельсон, приходить Френк Воттс, який проєктує нову, більшу модель, продажі якої починаються в 1914 році. База нової K-Series становила 3.02 м (надбавка у 27 см), двигун був збільшений до 3.2 л, а потужність — до 36 к.с., ця машина обзавелася на замовлення електричним освітленням і електростартером.

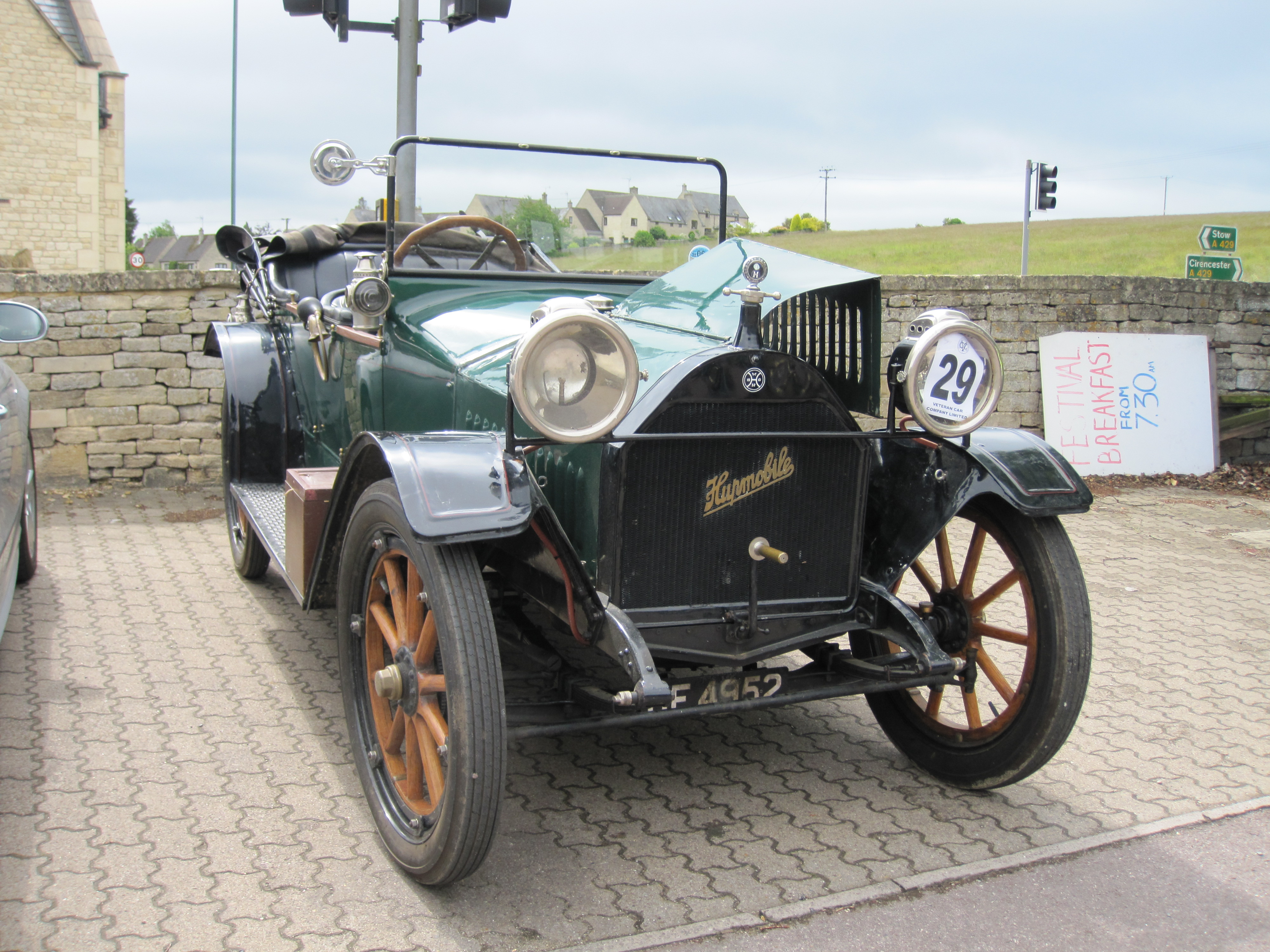
Hupmobile N-Series Year Round Touring Car

У 1915 році компанія стає корпорацією, попутно змінюючи ім'я на Hupp Motor Car Corporation, головні офіси переносяться з Мічигану в Вірджинію, проте виробництво тривало на детройтських заводах. Вже в 1916 році Model 32H і К-Series поступаються місцем новій моделі — N-Series, габарити її можна було порівняти з «К», проте під капотом розташовувався куди більший 4-циліндровий 4-літровий двигун, який міг видавати вже 42 к.с.. На базі цієї машини з'явилися перші 7-місні автомобілі цієї марки, яка позиціонувалася, як автомобіль для робітничого класу. Колісна база цієї машини становила чималі 3.4 м. Ці машини намагався продавати шведський іммігрант Мартіс Йерк, який при отриманні американського паспорта взяв собі ім'я Карл Ерік Вікман. Йому не вдалося розпродати сім куплених седанів і турингів, які носили назви NL- Series і NU-Series, тому він їх переробив в автобуси і відкрив місцеві автобусні лінії, в 1929 році його компанія стала називатися «Greyhound».

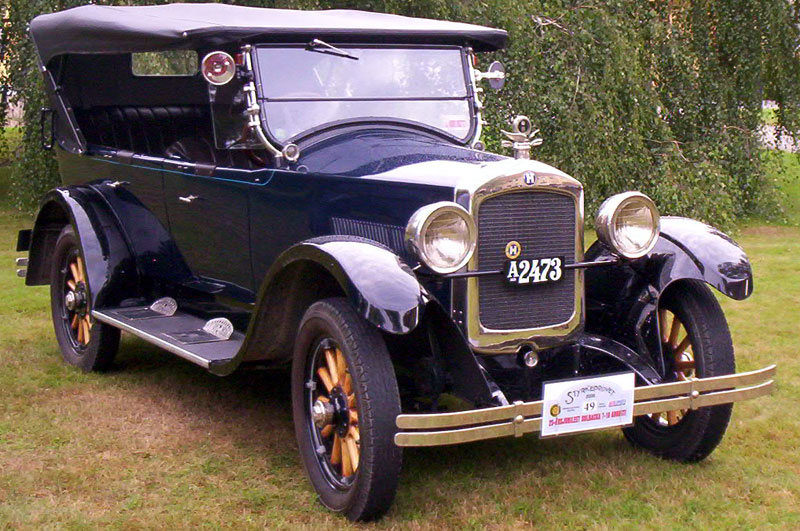
Hupmobile R-Series Touring

У 1916 році автомобіль цієї моделі зробив вояж до всіх Капітоліїв 48 штатів США, витративши на цю справу 4 місяці і пробігши майже 30 000 км, головною метою цього пробігу була картографія, екіпаж відзначав на карті якість доріг. До 1917 року з'являються 2-дверні варіанти з кузовом родстер і купе, які називалися NR-Series і NQ-Series, а вже в жовтні 1917 року відбувається чергова зміна модельного ряду. R-Series був меншим як за габаритами (база 285 см), так і оснащений був всього 3-літровим 35-сильним мотором, гамма кузовів складалася з варіантів: Touring, Roadster, Coupe, Cabriolet і Sedan. Автомобіль виявився дуже популярним, і випускався практично без змін до 1925 року, до того моменту було виготовлено та продано більше 100 000 екземплярів цієї машини, наприклад, Model 20 розійшовся тиражем в 14 000 машин. Автомобілі цієї серії використовувалися американськими військовими під час Першої світової як штабні, також на їх базі будувалися карети швидкої допомоги для фронту.

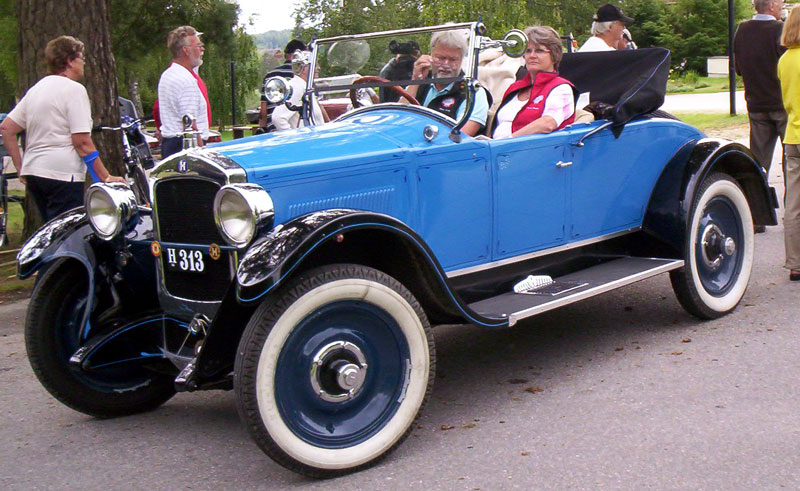
Hupmobile R-Series Special Roadster

У 1924 році машину трохи омолодили, зовні машина стала сучаснішою і відповідала духу часу, мотор тепер розвивав 38 к.с., завдяки застосуванню алюмінієвих, легших, поршнів.

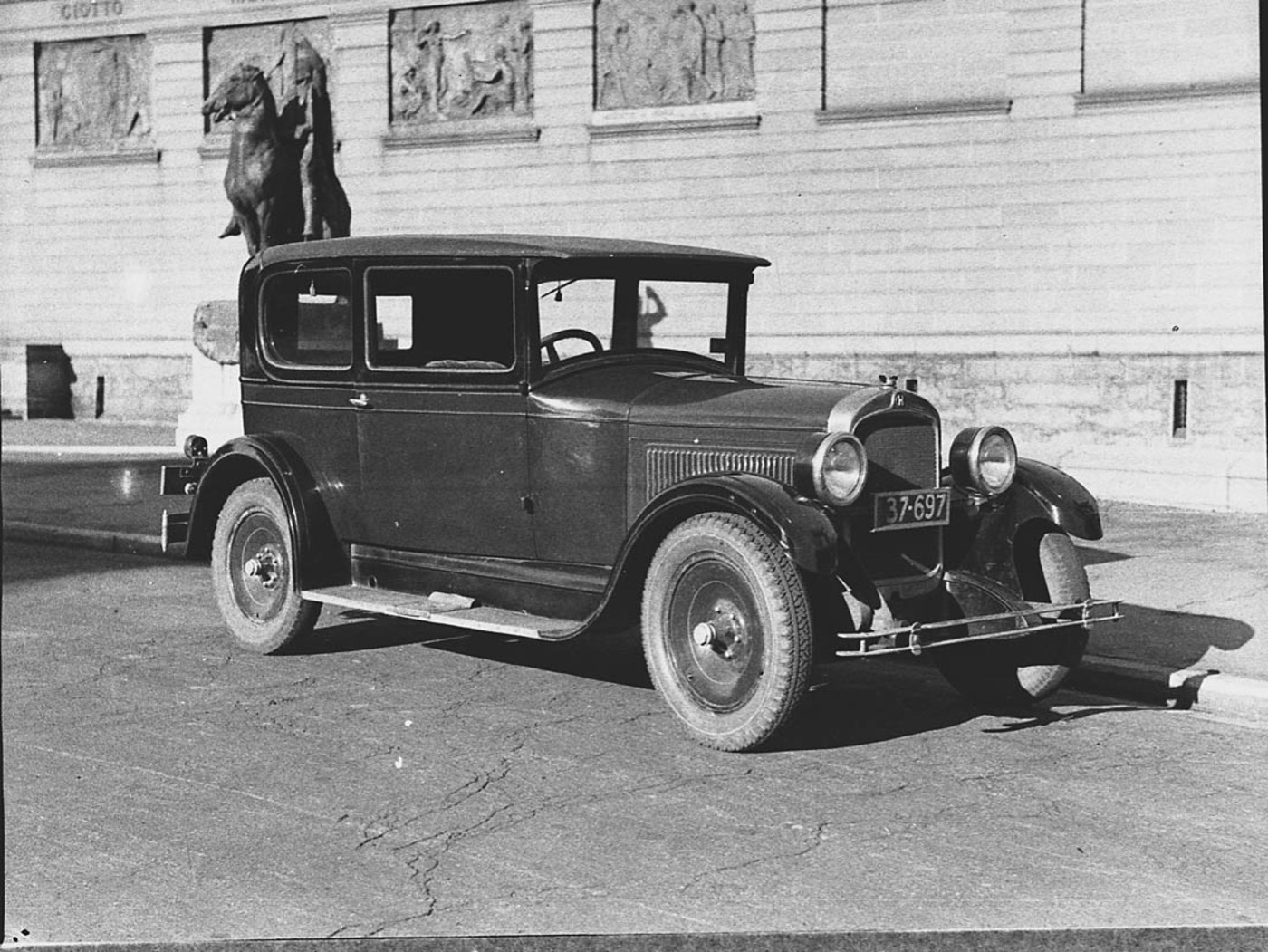
Hupmobile E-Series Sedan

Проте це були превентивні заходи, оскільки назрівала заміна цієї старої моделі. До 1925 року компанія володіла трансмісійною фірмою American Gear and Manufacturing Company в Джексоні, на паях з Mitchell Motor Car Co. володіла кузовобудівною фірмою H&M Body Corporation в Расині (букви в назві фірми були від назви компаній Hupp і Mitchell), автомобілі випускали як в Детройті, так і в Канаді на заводах у Віндзорі. 1925 року фірма вирішує відійти від своїх принципів і замість доступної 4-циліндрової машини запускають досить солідний автомобіль з рядним 8-циліндровим двигуном, крім іншого за традицією машина була напхана сучасними технічними рішеннями. Е-Series був оснащений 63-сильним двигуном, об'ємом 4.4 літра, з технічних нюансів була наявність гідравлічного приводу гальм всіх чотирьох коліс системи Локхіда, в базове оснащення входило обладнання, яке в інших компаній доводилося б замовляти. Тим самим можна вважати Hupmobile просунутішим з технічної точки зору, в порівнянні з виступаючим з ним в одному класі Chevrolet, вже не кажучи про продукцію фірми Ford, яка все ще виготовляла свої «Бляшанки Ліззі». Автомобілі поставлялися заводськими кузовами різного типу, але можна було замовити автомобілі з ексклюзивними кузовами від фірми Dietrich. Але, не дивлячись на всі інновації, з початком виробництва 8-циліндрових автомобілів завод скасовує довічну гарантію на свою продукцію, якою володіли всі 4-циліндрові моделі. До 1927 року по дорогах світу їздило 40 % всіх випущених автомобілів марки Hupmobile.

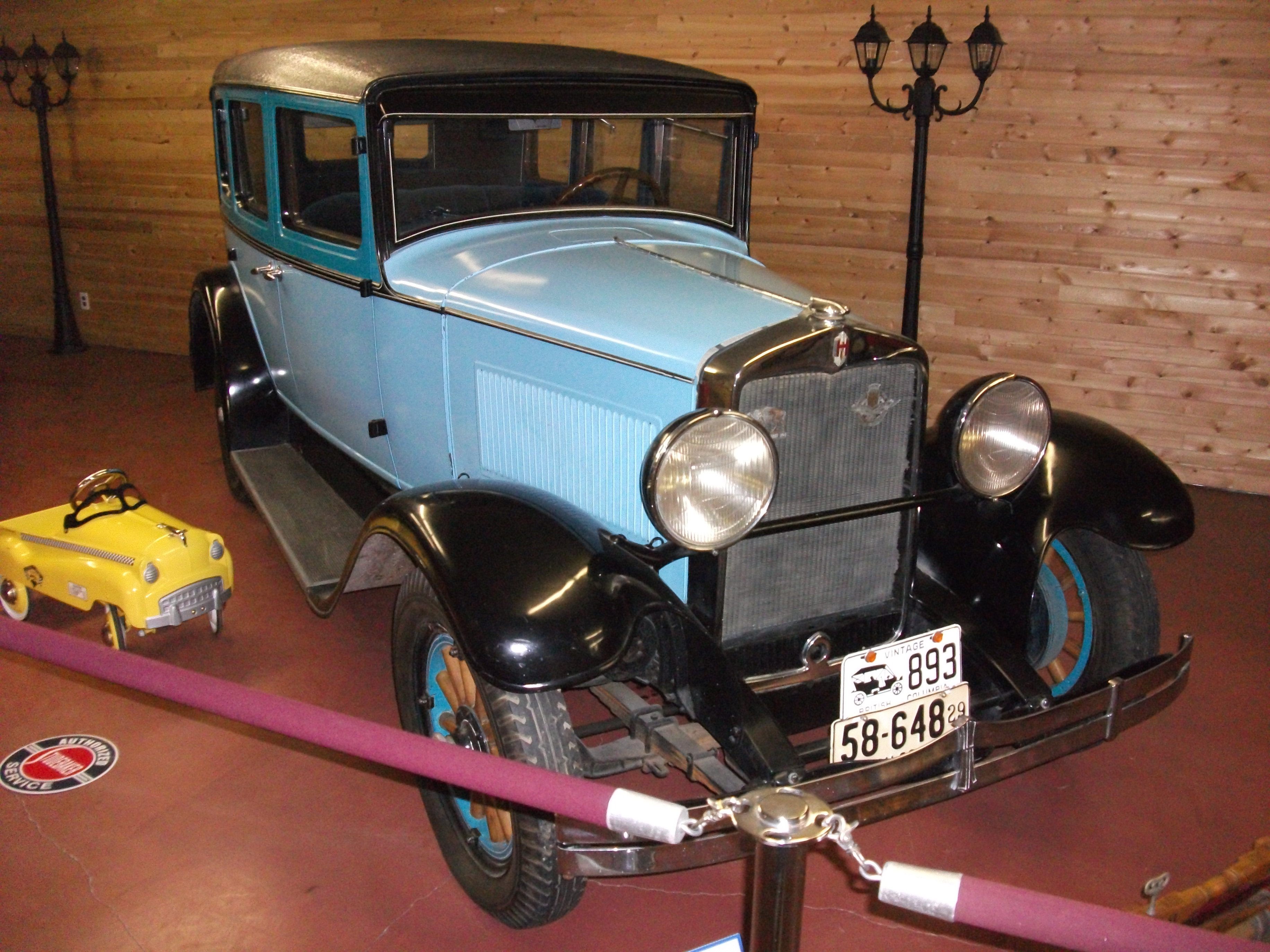
Hupmobile Series A-1

У 1926 році на підтримку восьмициліндровій моделі запускають доступніший шестициліндровий Series А-1. Його мотор, об'ємом 3.2 л, видавав 50 к.с., на відміну від старшого брата привід гальм на цій машині був не гідравлічний, а механічний. Спочатку «шістка» комплектувалася трьома видами кузовів: турінг, седан і купе, але в 1927 році з'явився ще родстер і брогем (brougham). 1926 року один з інженерів, що працював у компанії з самого початку, — Айван Ернберг, приїжджає з коротким візитом на свої батьківщину, до Швеції, де його просять випробувати легковий автомобіль марки Volvo. Після тестів він повертається в США і продовжує працювати на компанію до 1933 року, після чого переїжджає назад на батьківщину і очолює в Volvo відділ з виробництва легкових автомобілів.

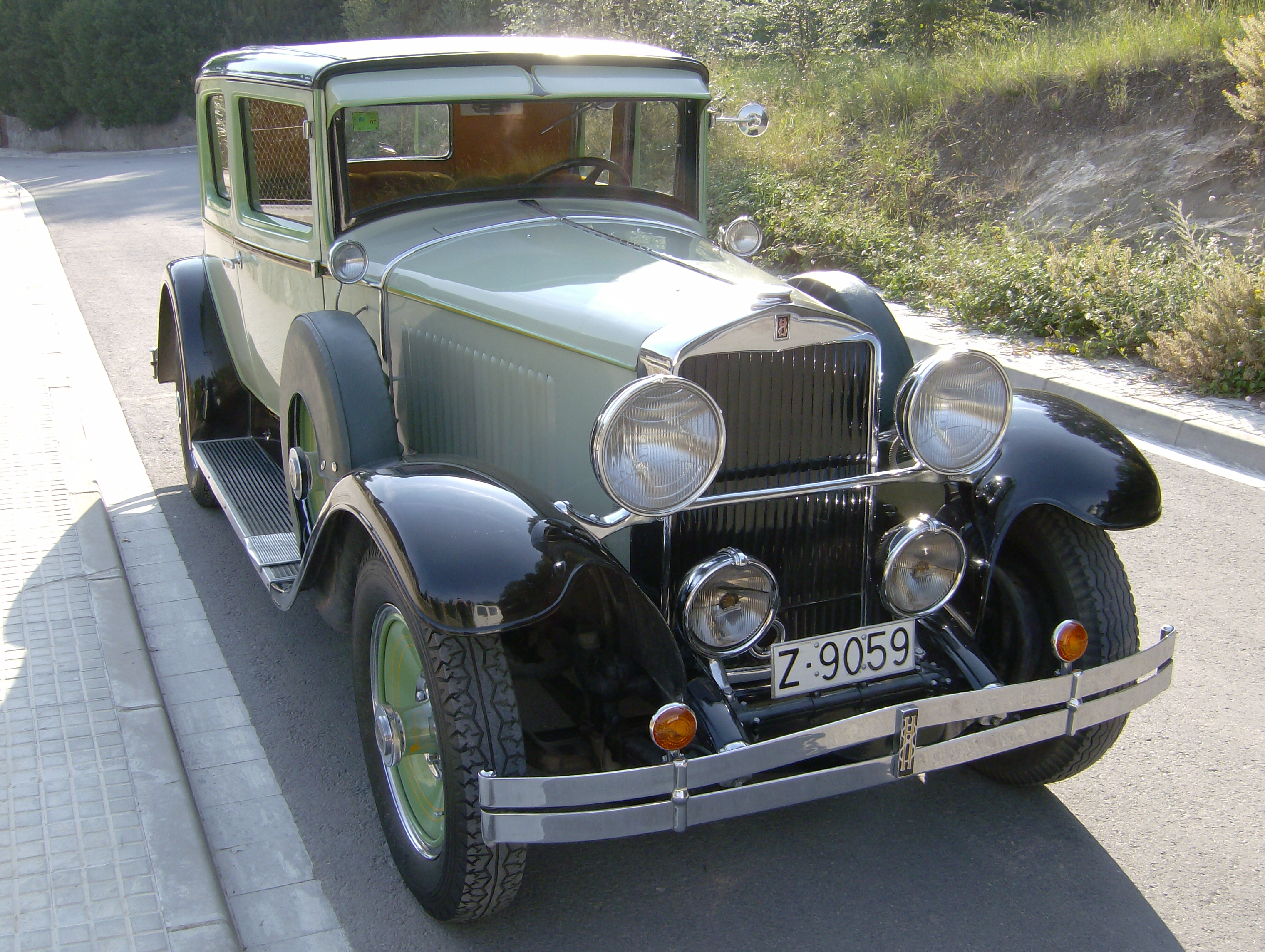
Hupmobile Century 8 Series M Sedan

У 1928 році корпорація Hupp викуповує фірму Chandler-Cleavlend Motor Car Company, яка випускала однойменні автомобілі середнього класу, щоб розширити свої виробничі потужності, крім того з компанією Murray Body Corporation було підписано угоду про виробництво для Hupmobile кузовів, всі ці ходи потрібні були для запуску в серію оновлених автомобілів, над дизайном яких попрацював Амос Нортуп, але на ділі видно було, що вплив на дизайнера надали автомобілі марки LaSalle. 1928 року з'являється модельний ряд, який носив загальну назву Century, який своєю чергою вже підрозділявся на окремі варіанти, так 6-циліндрова модель стала називатися Century 6 Series A, при цьому мотор її був розточений до 3.5 л, а потужність тепер дорівнювала 57 к.с., випускати її стали в Клівленді на потужностях, де до цього виготовляли автомобілі Chandler (поки йшла підготовка до виробництва цієї моделі, завод ще півроку продовжував випускати автомобілі марки Chandler, після чого ця марка пішла в архів), восьмициліндрова версія була запропонована у двох варіантах: Century 8 Series E і Century 8 Series М, перша була колишньою E-Series, тільки з новими кузовами: типу віктроріа, брогем або лімузин, тобто машини були недешеві. Нова восьмициліндрова версія мала ту саму технічну начинку, але шасі були з базою на 10 см меншою, ніж у старшої моделі.

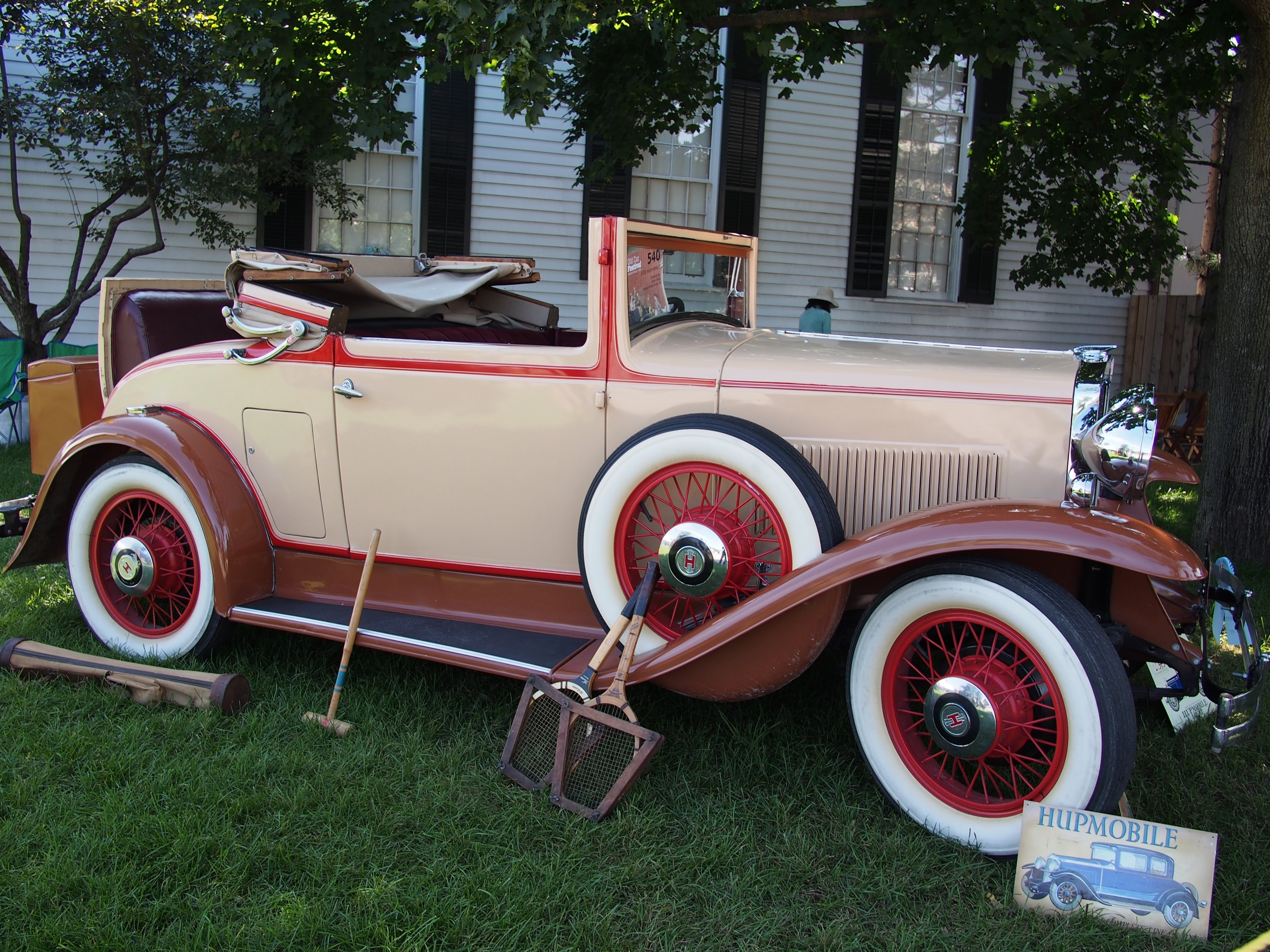
Hupmobile S-Series

Нортуп укрупнив решітку радіатора, придумав нову емблему, фари стали більшими, а корпус їх став кулеподібним. Забарвлення цих автомобілів було двокольоровим, на відміну від попередників. Ці автомобілі користувалися відмінним попитом, і підприємство ставить свій особистий рекорд, випустивши більше 65 000 автомобілів з воріт своїх заводів, це був найкращий показник за всі часи, що фірма випускала автомобілі. 1929 року назва Century відпала, і автомобілі стали називатися A6-Series і M8-Series, виробництво моделі Е припинилося. Але проти очікування керівництва компанії, на чолі якої був Дюбуа Янг, продажі не поповзли вгору, а звалилися на 20 %, порівняно з попереднім роком, і менеджмент компанії забиває перший цвях у кришку труни свого підприємства. Замість того, щоб йти за заповітами Гаппа, тобто випускати автомобілі, доступні пролетаріату — наймасовішому класу, фірма йде протилежним шляхом і починає виробляти потужніші і дорожчі моделі. Так в 1930 році, не усвідомивши ще майбутніх наслідків краху біржового фонду в жовтні 1929 року, запускаються нові серії автомобілів: S-Series з 3.5 л двигуном, віддача якого була доведена до 70 к.с., C-Series з 4.4 л двигуном, який був здатний видавати 100 к.с., база коліс цієї моделі становила значні 3.07 м; ще більший H-Series з 6-літровим 8-циліндровим 133-сильним двигуном, ця модель була здатна на спринт зі швидкістю за 145 км на годину; і нарешті U-Series, під капотом у якої був також 133-сильний двигун, але база була розтягнута до 3.47 м. Однак продажі нітрохи не виросли, і навіть навпаки впали до 22 000 екземплярів, тут керівництво робить другу помилку, замість того, щоб просувати одну-дві моделі і тим самим знизити виробничі витрати, фірма випускає занадто широку гаму моделей.

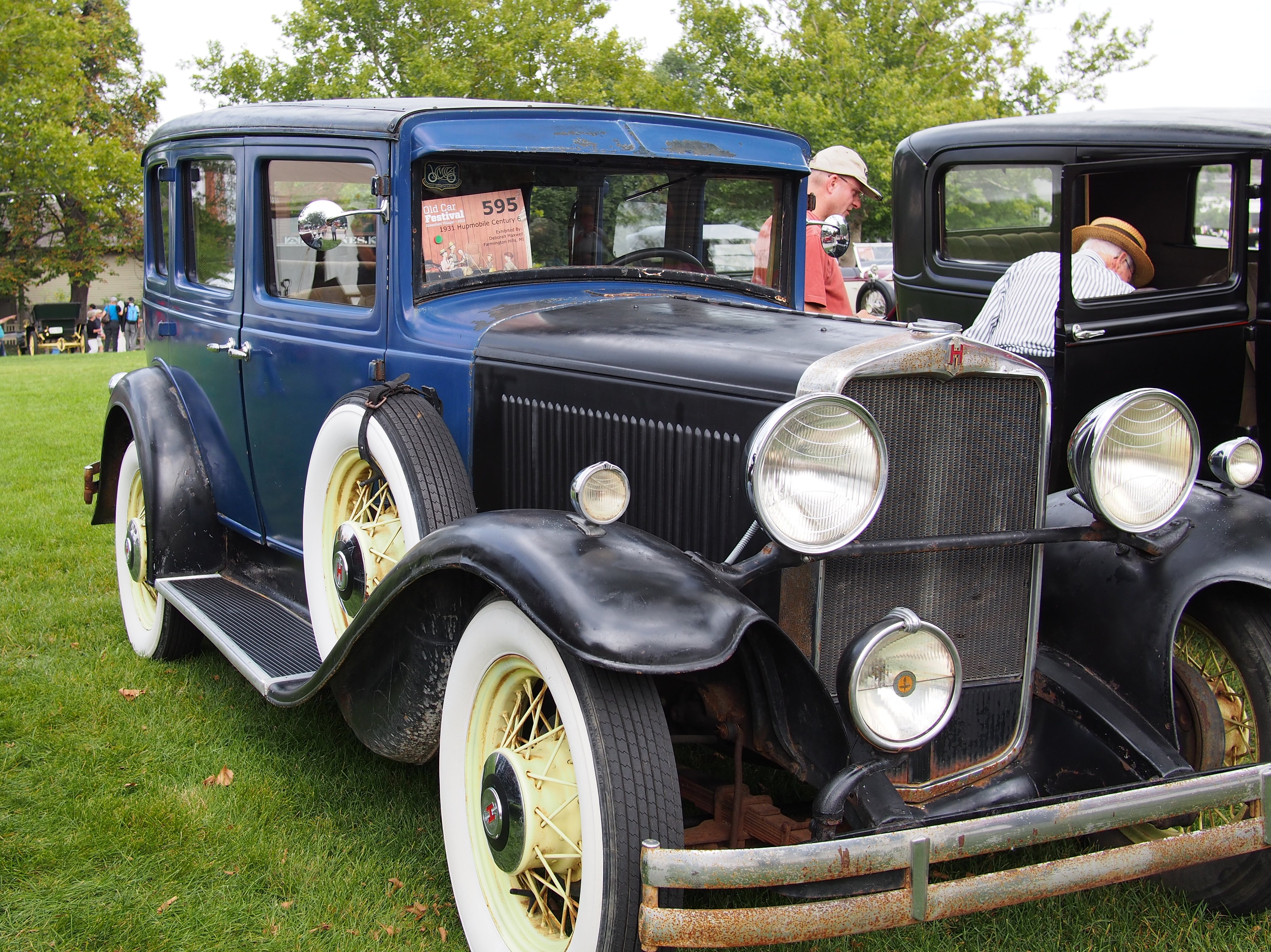
Hupmobile Century 8 Series L із рекомендованим кузовом турінг від компанії Raulang

Усвідомивши свою першу помилку, до 1931 року компанія готує доступніші варіанти своїх 6- і 8-циліндрових автомобілів, знову з'являється лінійка Century, яка ділитися на Century 6 Series S і Century 8 Series L. Якщо перша модель технічно була ідентична торішній 6-циліндровій моделі, з тією лише різницею, що їй зменшили базу коліс і габарити, що дозволило зробити відпускні ціни нижче 1000 доларів на найдешевшу версію, то нова 8-циліндрова модель отримує 4-літровий 90-сильний агрегат, база коліс була теж зменшена в порівнянні з колишнім наймолодшим 8-циліндровим авто. Старші моделі цієї марки обзавелися модною тоді фішкою — маховиком з обгінною муфтою і 4-ступінчастою коробкою передач, як базове обладнання для них було автомобільне радіо.
У 1932 році компанія Hupp Motor Cor. розпочинає співпрацю з французьким дизайнером Раймоном Фернаном Лоуі, що влаштувався в США і який до цього не працював у сфері автомобільного дизайну, але вже встиг зробити собі ім'я у сфері домашньої побутової техніки. З цього моменту Лоуі був автором дизайну автомобілів марки Hupmobile, поки в 1936 році він не перейшов в Studebaker.

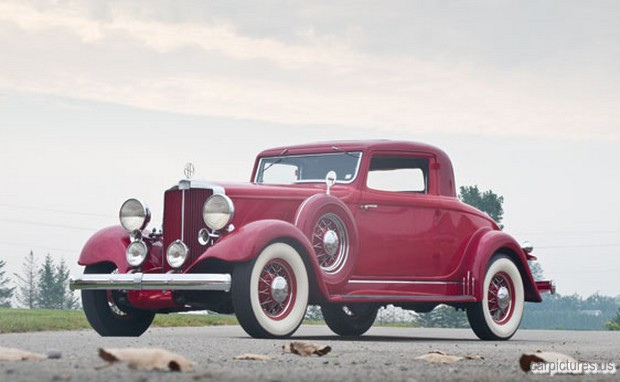
Hupmobile Series I-226 Coupe

Модельний ряд 1932 року до приходу Лоуі складався з: Series S-214 з 3.5 л 70-сильним 6-циліндровим двигуном (букви в індексі тепер означали серію моделі, перша цифра — модельний рік, а дві останні цифри — довжина колісної бази в дюймах, тобто у S вона становила 114", або 2.89 м); Series B-216 також з 6-циліндровим мотором, але об'ємом 3.8 л і потужністю 75 к.с.; решта варіантів мали по 8 циліндрів під капотом, це були: L-218 з 4-літровим 90-сильним двигуном, C-221 з 4.4 л і 100 к.с., H-225 з 6-літровим 133-сильним агрегатом, і найрідкісніша і найдовша версія — V-237 з 6-літровим 133-сильним двигуном. У цьому ж році до них додаються дві восьмициліндрові моделі, спроєктовані новим шеф-дизайнером: F-222 з 4.1 л двигуном, потужністю 93 к.с., і I-226 з 4.6 л, потужністю 103 к.с., ці машини відрізнялися велосипедними крилами, V-подібною решіткою радіатора, нахиленим лобовим склом і хромованими ковпаками на колесах.

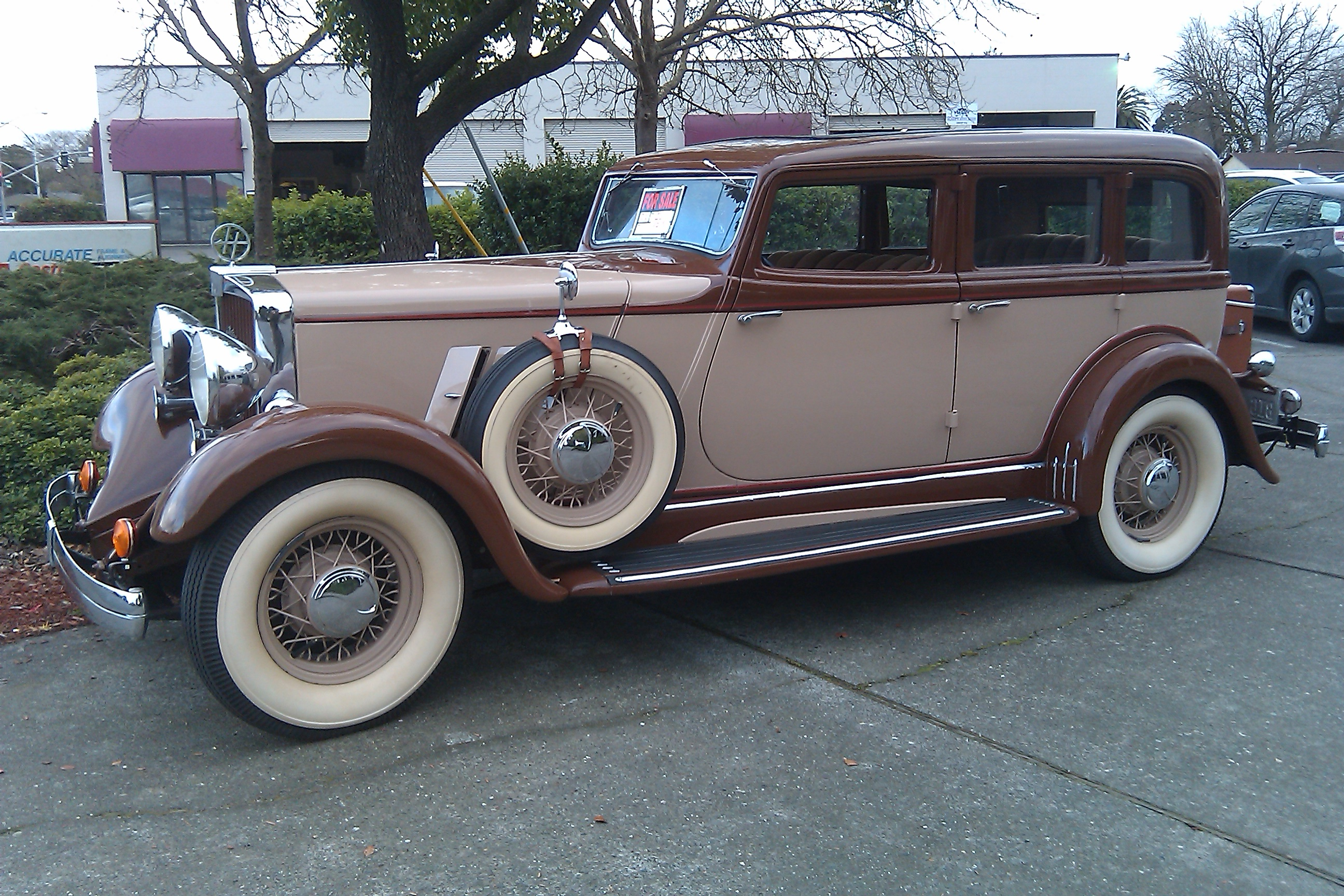
Hupmobile F-322

У 1932 році гонщик, який займав у табелі четвертий рядок, Рассел Сноуберг будує з шасі Studebaker і 8-циліндрового двигуна Hupmobile гоночний автомобіль, який він назвав Hupp Comet Special. На ньому він бере участь в Інді 500, однак у загальному підсумку він фінішував всього п'ятим, пропустивши вперед учасників, виступаючих на болідах фірми Miller.

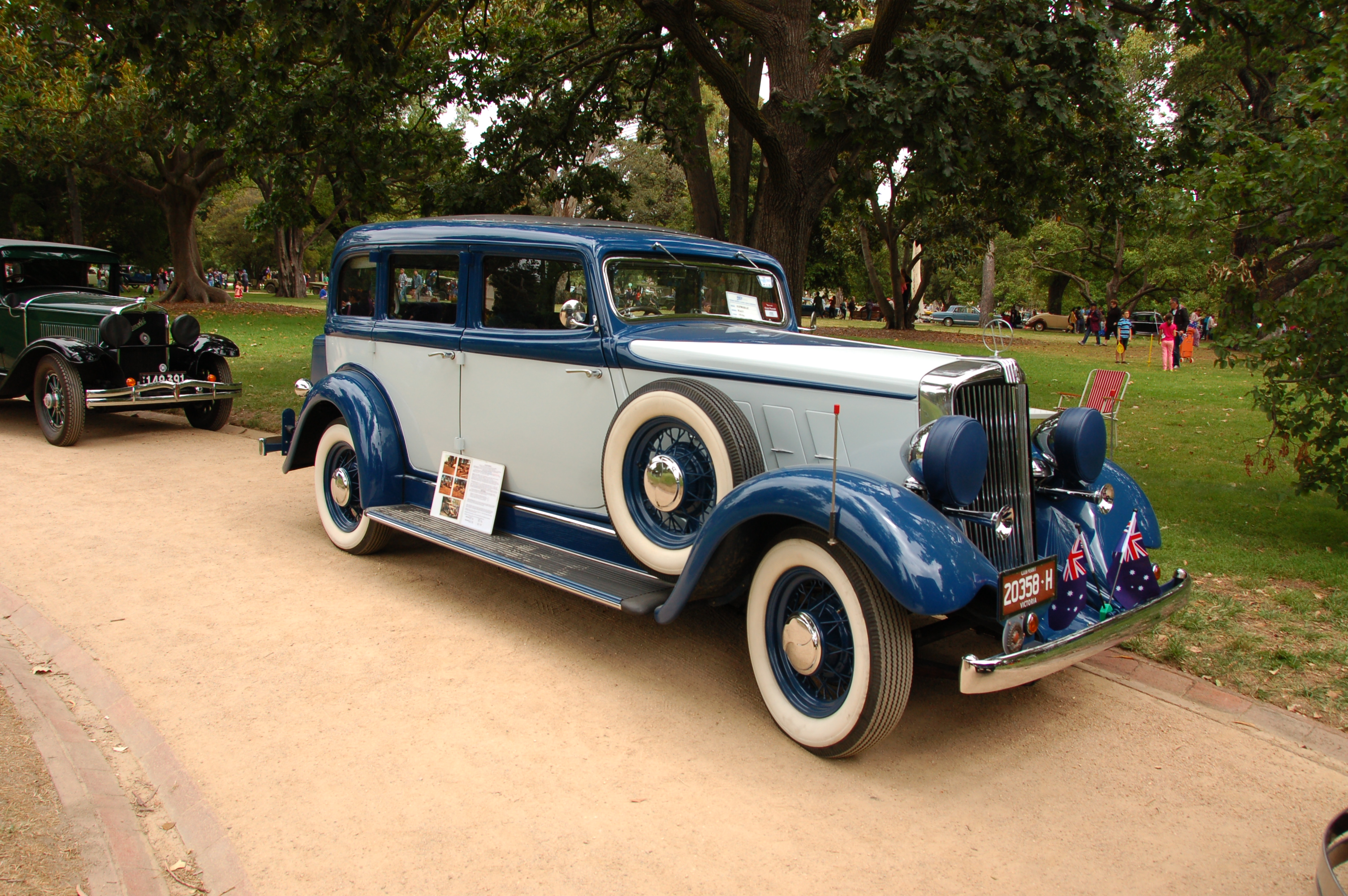
Hupmobile I-326 Sedan

У 1933 році автомобілі отримують фальш-решітку з більшим нахилом, модельний ряд різко скоротився, і складався тепер із: К-321 з 3.7 л 6-циліндровим двигуном, потужністю в 90 к.с., К-321A, технічно ідентичний автомобіль, але дешевший, він був оснащений всього одним двірником (з боку водія), однієї задньої фарою і нерегульованими жалюзі капота; F-322 з 96-сильним 8-циліндровим мотором, об'ємом 4.3 л, і I-326, мотор якого був збільшений до 5 літрів, а потужність — до 109 к.с..

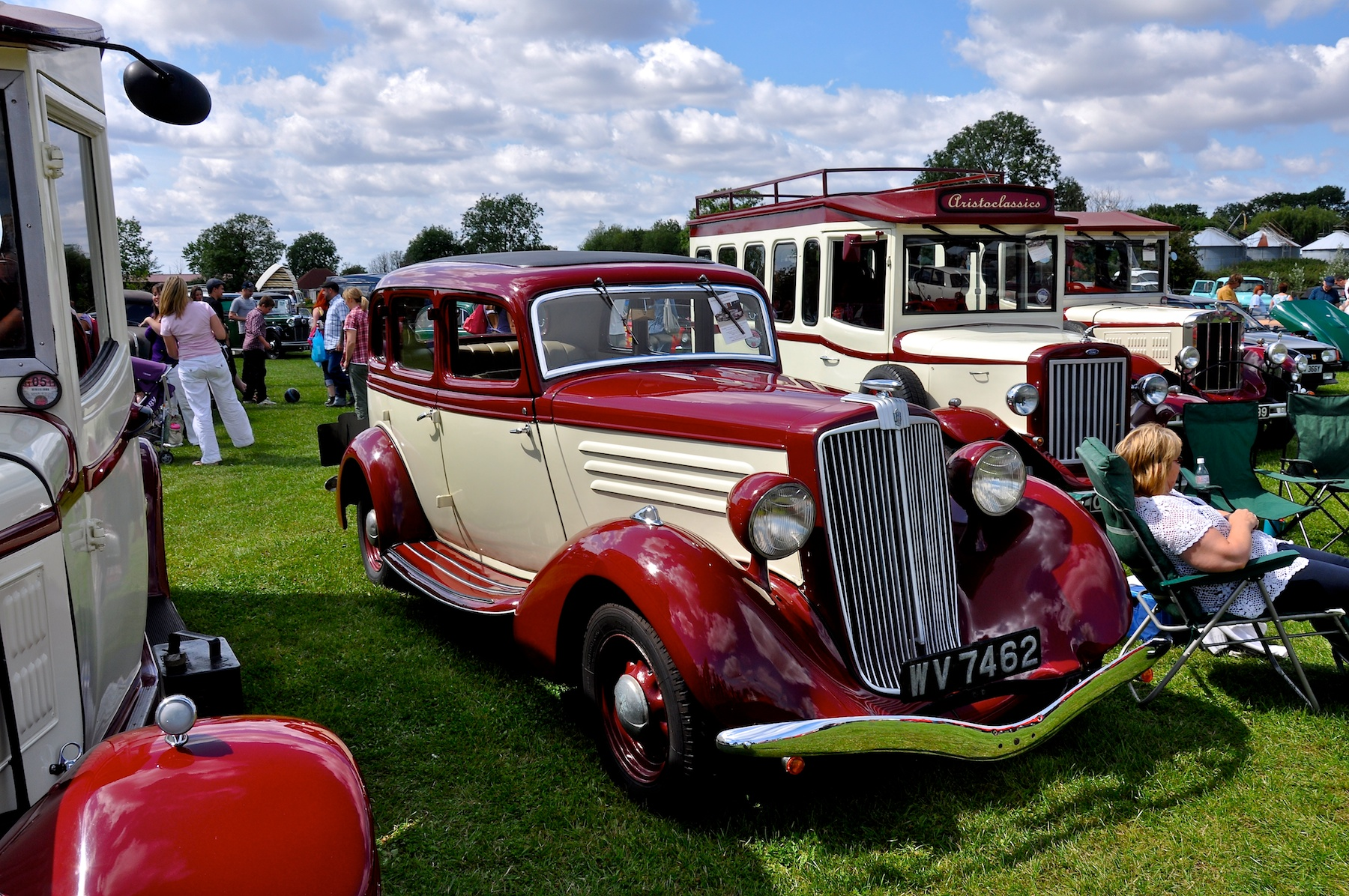
Hupmobile 417W Sedan

У 1934 році президентом компанії стає відомий Арчі Ендрюс, промоутер марки Ruxton, і саме його вважали винним у загибелі компаній Kissel і Moon. Лоуі до модельному рядку 1934 року проєктує новий дизайн автомобілів, який отримав загальну назву Aero-Dynamic. Особливістю автомобілів серії 421J з 6-циліндровим 4 л 93-сильним мотором і 427Т з 5-літровим 115-сильним восьмициліндровим двигуном була наявність лобового скла, що складалося з 3 частин, що повинно було покращувати оглядовість, оскільки пішла повсюдна мода на заниження лобових вікон, яке погіршувало видимість. Дешевша 6-циліндрова модель 417W з 3.7 л двигуном, потужністю 80 к.с., оснащувалася кузовом, що поставлявся фірмою Murray, і мала спільні панелі з автомобілями марки Ford, але загальною фішкою обох серій була наявність опуклої передньої оптики овальної форми, встановленої в лівреї капоту під нахилом. Окрім «аеродинамічних» моделей випускалися і «старорежимні» автомобілі: F-442, I-426 і KK-421, перші дві технічно повторювали торішні автомобілі F- та I-серій, а КК був аналогічний К-серії.

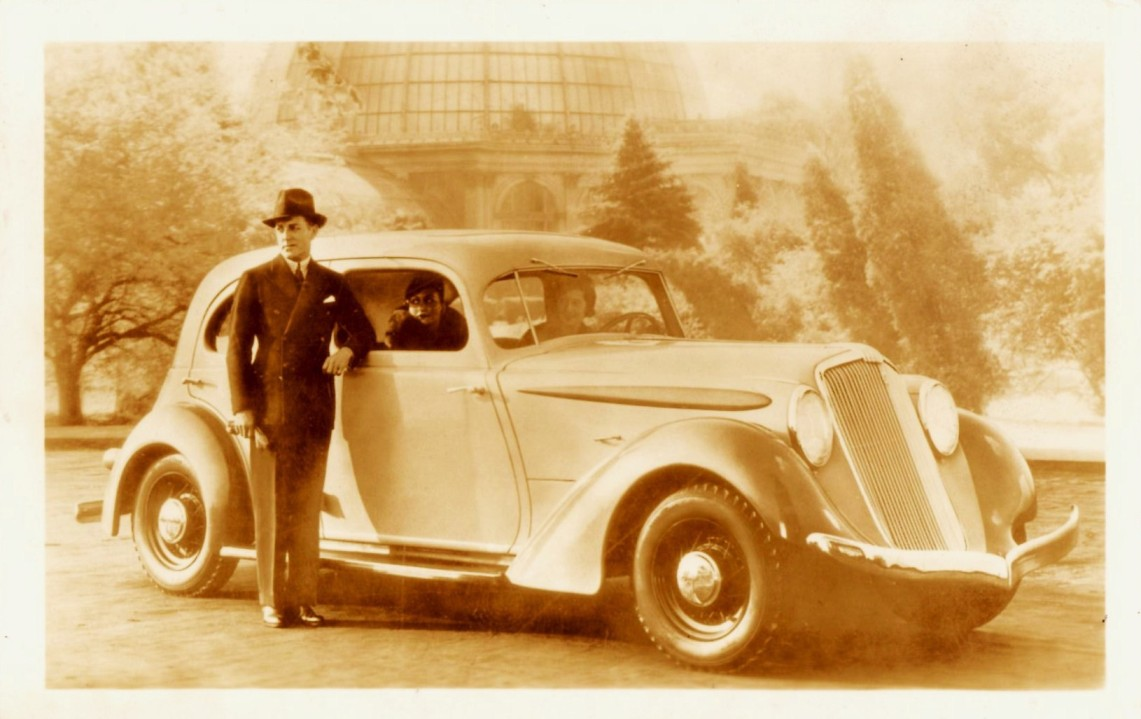
Hupmobile 521J Sedan

У 1935 році аеродинамічні моделі з 8 циліндрами під капотом придбали як базове оснащення колісні диски з алюмінієвих сплавів, а також радіо. Модельний ряд 1935 року складався тільки з аеродинамічних моделей: 517W 3.7 л, нова модель 518D з 4.0 л 6-циліндровим 101-сильним двигуном, 521J теж з 4 л 101 к.с., 527T і 521O з 8-циліндровими 5.0 л двигунами, потужністю 120 к.с.. Машини 1934 і 1935 років можна відрізнити за решітками радіатора, в 1934 році вона мала вертикальні смуги, в 1935 році — горизонтальні. Однак інноваційний дизайн не викликав зростання продажів, і в 1934–1935 роках було продано всього 9400 автомобілів.
Наприкінці 1935 року Ендрюс йде зі своєї посади, в його планах було виробництво Willys 77 під маркою Hupmobile і запуск у виробництво передньопривідного Hupmobile, а також продаж через дилерську мережу продукції фірм Willys і Citroen, що йшло в розріз з планами інвесторів фірми. Ендрюс пішов, залишивши після себе підприємство з величезним боргом — 1 млн доларів, за весь 1936 рік було зібрано всього кілька сотень автомобілів, так що автомобілі 1936 модельного року (618G, 621N, 618D і 621O) вважаються рідкісними, втім їх легко відрізнити від попередніх автомобілів завдяки решітці радіатора в стилі водоспаду, яка стала останньою роботою Лоуі на посту шеф-дизайнера в Hupp Motor Car Corporation.

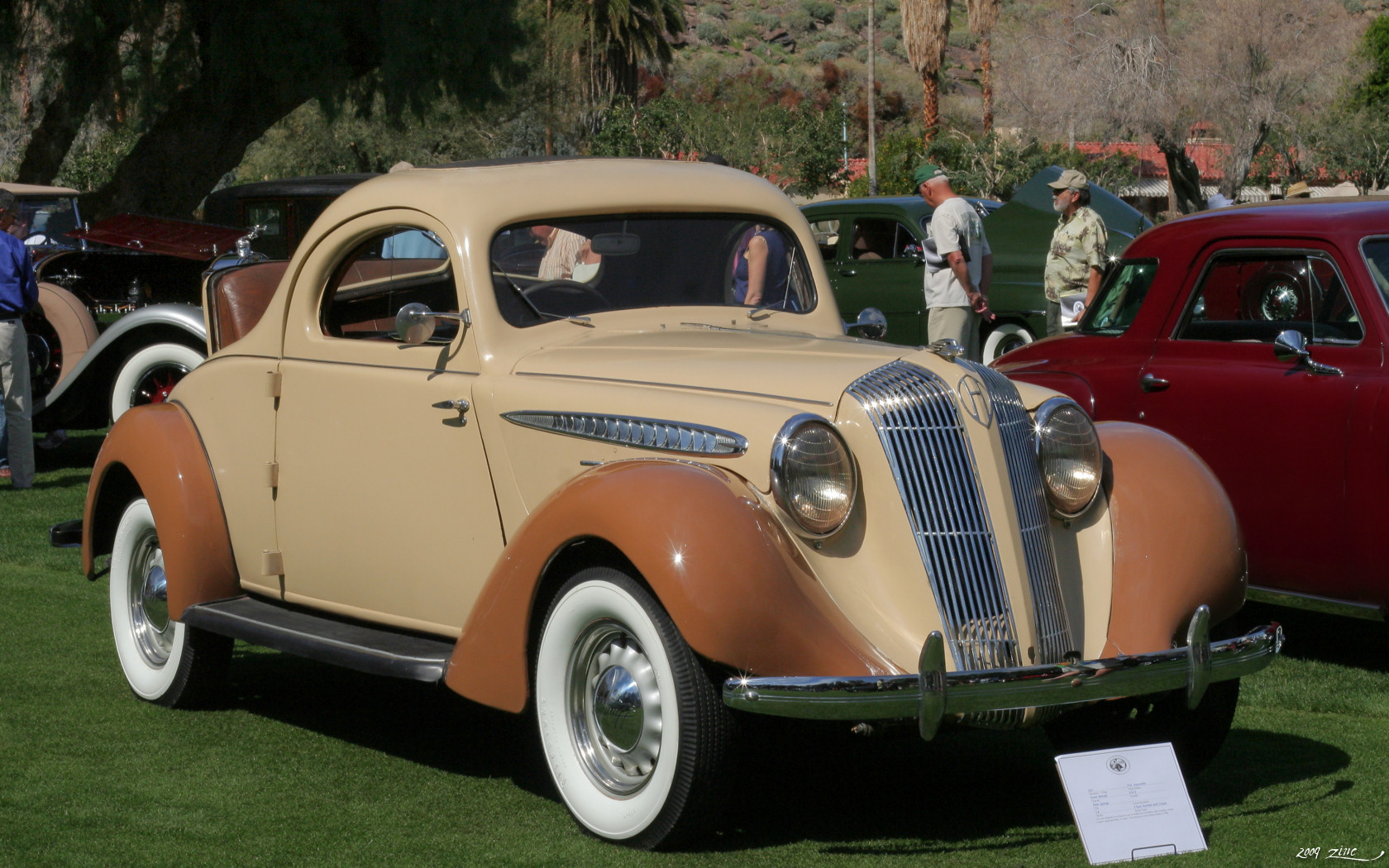
Hupmobile 618G Rumble Seat Coupe

З січня по липень 1937 року через постійні страйки робітників заводи простоювали, так що випуск автомобілів був припинений, а деякі виробничі приміщення були розпродані. У серпні детройтський завод компанії відновив складання автомобілів з деталей, які були виготовлені ще рік тому, тому продукція несла індекси торішніх моделей.

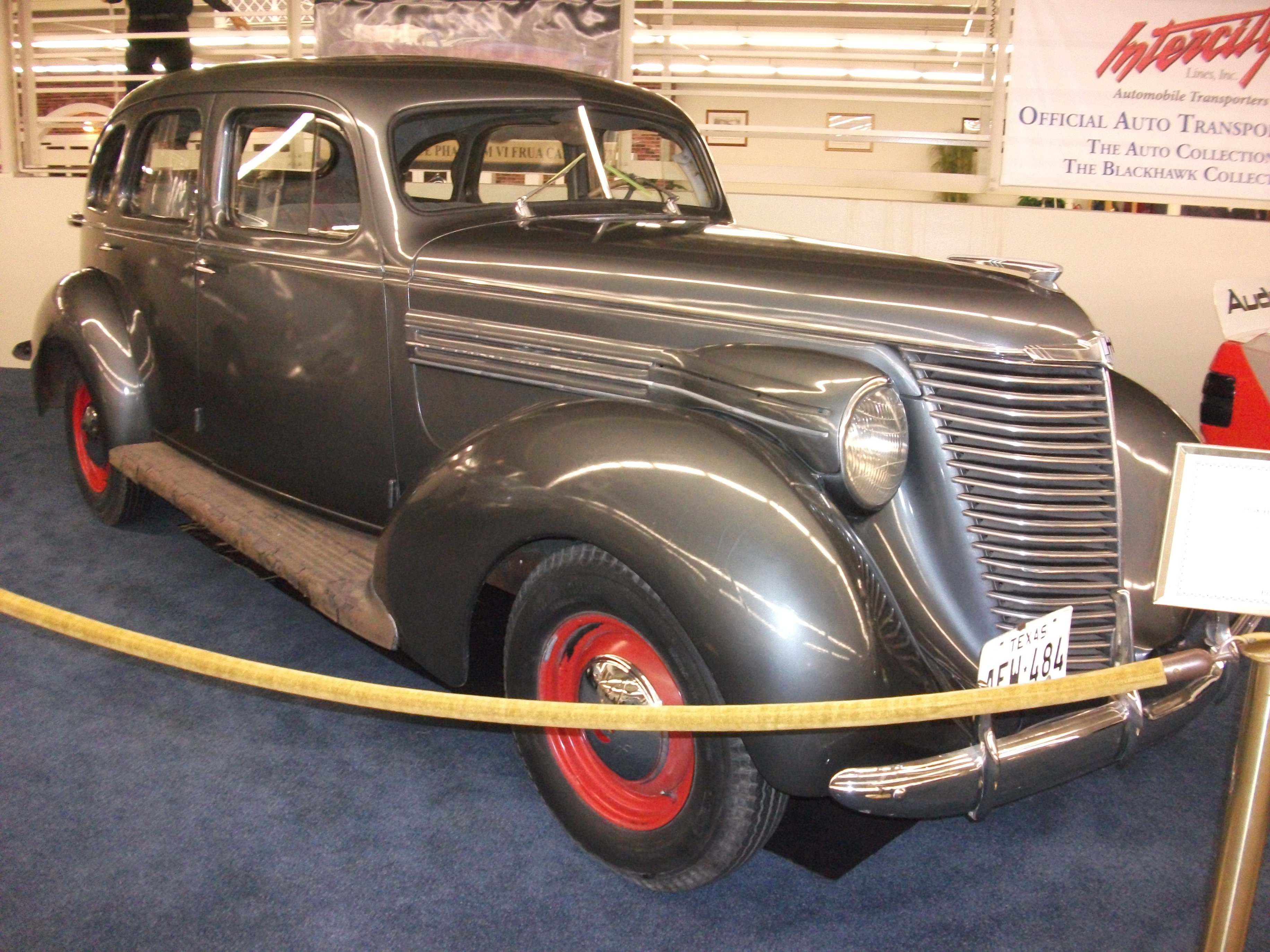
Hupmobile E-822 Touring Sedan

Але конструктори, не дивлячись на всі перипетії життя, теж не сиділи, склавши руки, і підготували для восьмициліндрових автомобілів нового модельного ряду коробку передач з автоматичний овердрайвом, крім цього готується новий дизайн кузова, який був виконаний у традиційномішу стилі і який вже не виділяв автомобілі марки Hupmobile із загального потоку. Нові автомобілі несли індекси Е-822, ця машина була оснащена 4-літровим 6-циліндровим двигуном, потужністю 101 к.с., і Н-825 з 5 л 120-сильним 8-циліндровим агрегатом, але продажі оновлених автомобілів залишалися на низькому рівні (було продано не більше 3000 автомобілів). Виною тому була втрата великої кількості дилерів, оскільки завод довгий час простоював, то агенти фірми попросту переключилися на інші марки, а відновлення дилерської мережі виявилося справою важкою і недешевою.

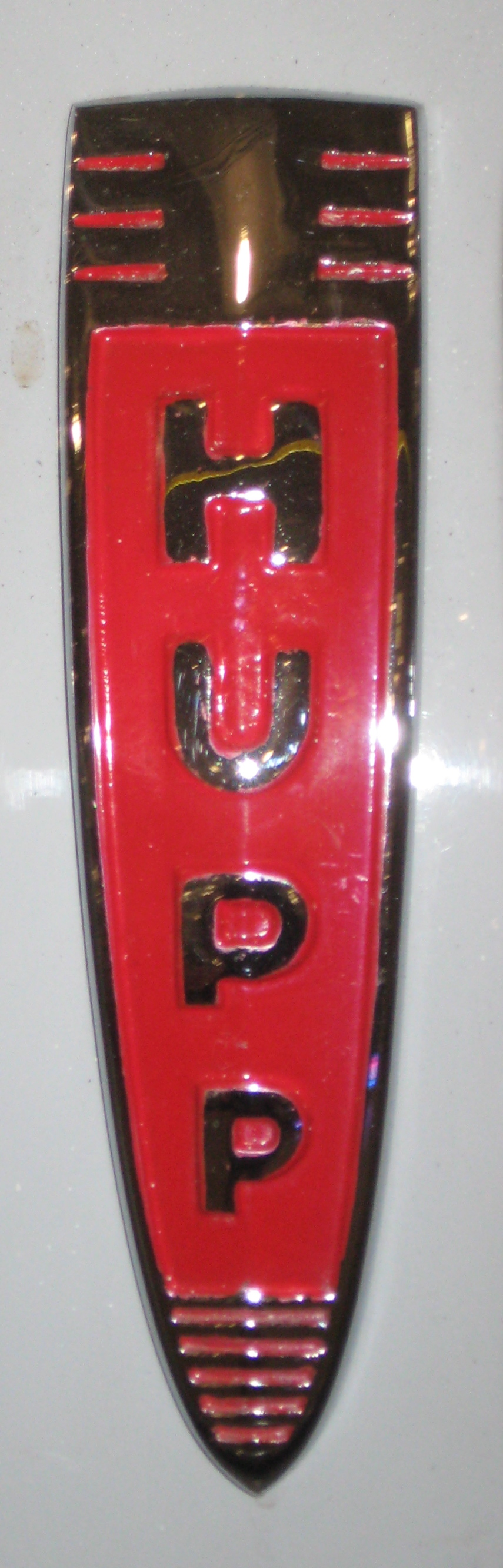
Логотип Hupmobile

У 1938 році відомий Норман де Во, який був одним із сподвижників Дюранта (засновника General Motors) і який був великим фанатом Cord 810 приходить з ідеєю купівлі штампів для виготовлення кузовних панелей від седана Cord 810 у фірми Cord Motor Company до Воллеса МакДональдса, який був віце-президентом Hupp Motor Car Cor. У підсумку де Во інвестує 45 000 доларів особистих грошей, і в липні 1938 року викуповуються штампи. До цього моменту де Во вже стає директором Hupp Motor Car Cor. Перший прототип, який назвали Junior Six, з 4-літровим 101-сильним двигуном був побудований до вересня того ж року, а в жовтні його показали пресі. Машина практично була ідентична Cord 810 з кузовом седан, єдина різниця полягала в тому, що капот був урізаний на 25 см і спереду з'явилися стаціонарні фари, оскільки революційні фари «Корда» були занадто спірним рішенням для тодішньої клієнтури, також за цей час встигли переробити днище кузова, оскільки Cord 810 був передньопривідним, а «Хапи» мали у своєму розпорядженні тільки задньопривідні шасі.

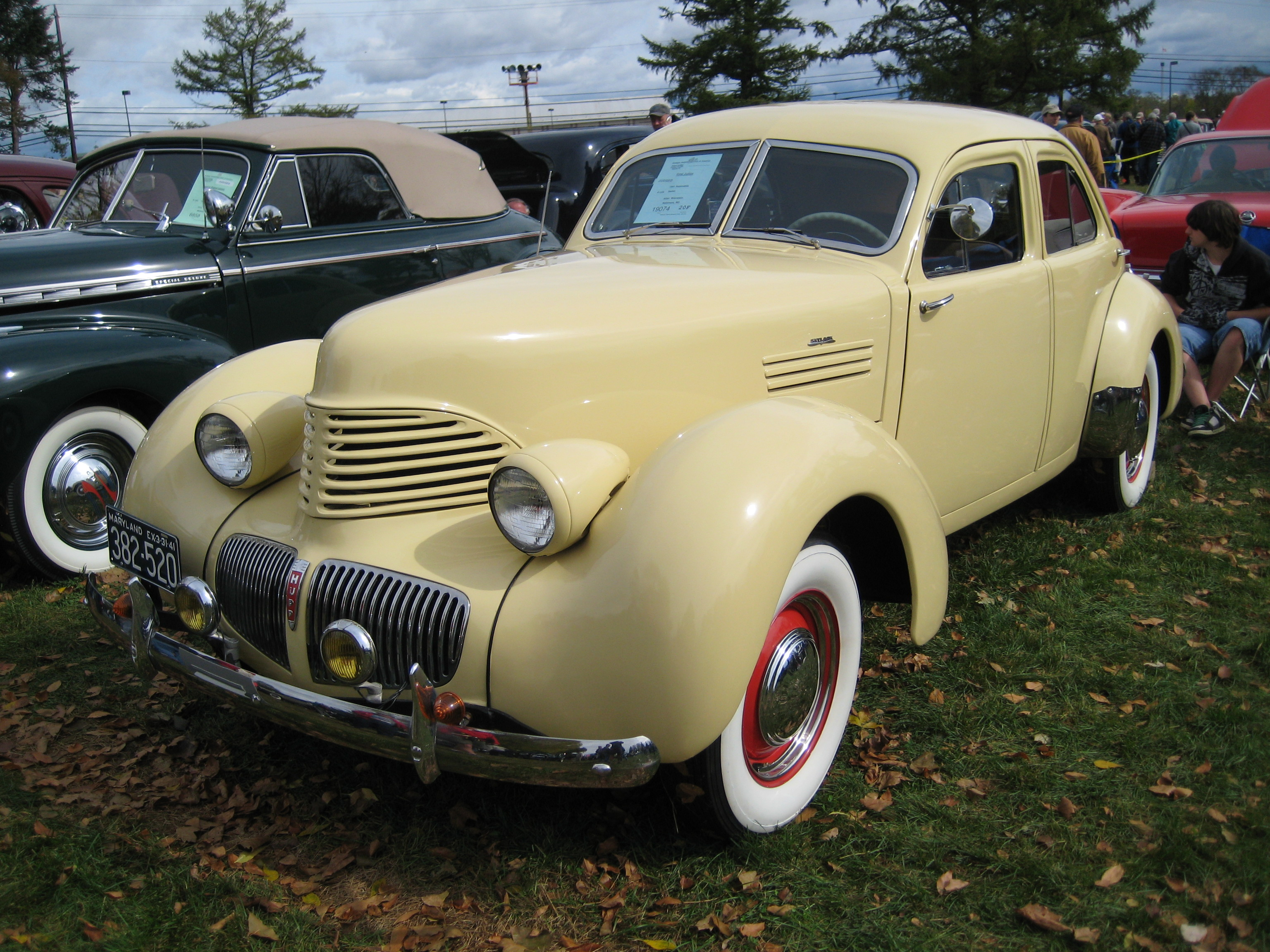
Hupmobile Skylark

Проте керівництву компанії не сподобалася схожість передка прототипу з передньою частиною «Корда», тому за 50 доларів наймається Джон Т'яарда, який переробляє передок, він розміщує ніздрі на гостроносий капот і встановлює хромовану решітку під капотом, до грудня 1938 року будується ще три прототипи, які тепер називалися Skylark. У січні 1939 року на автосалоні в Детройті була анонсована нова машина Hupmobile 915-R «Skylark», машина зацікавила публіку, оскільки за доступну ціну пропонувалася мрія багатьох автовласників — майже копія фешенебельного Cord 810. У портфель замовлень за час шоу надійшло близько 6000 замовлень на новинку, однак Hayes Body Corporation з Гран Репідсу (батьківщини Роберта Гаппа), яка взялася за виготовлення кузовів, поставляє всього близько 35 готових кузовів, в тому числі і один кабріолет.

## Припинення виробництва автомобілів. Закриття компанії

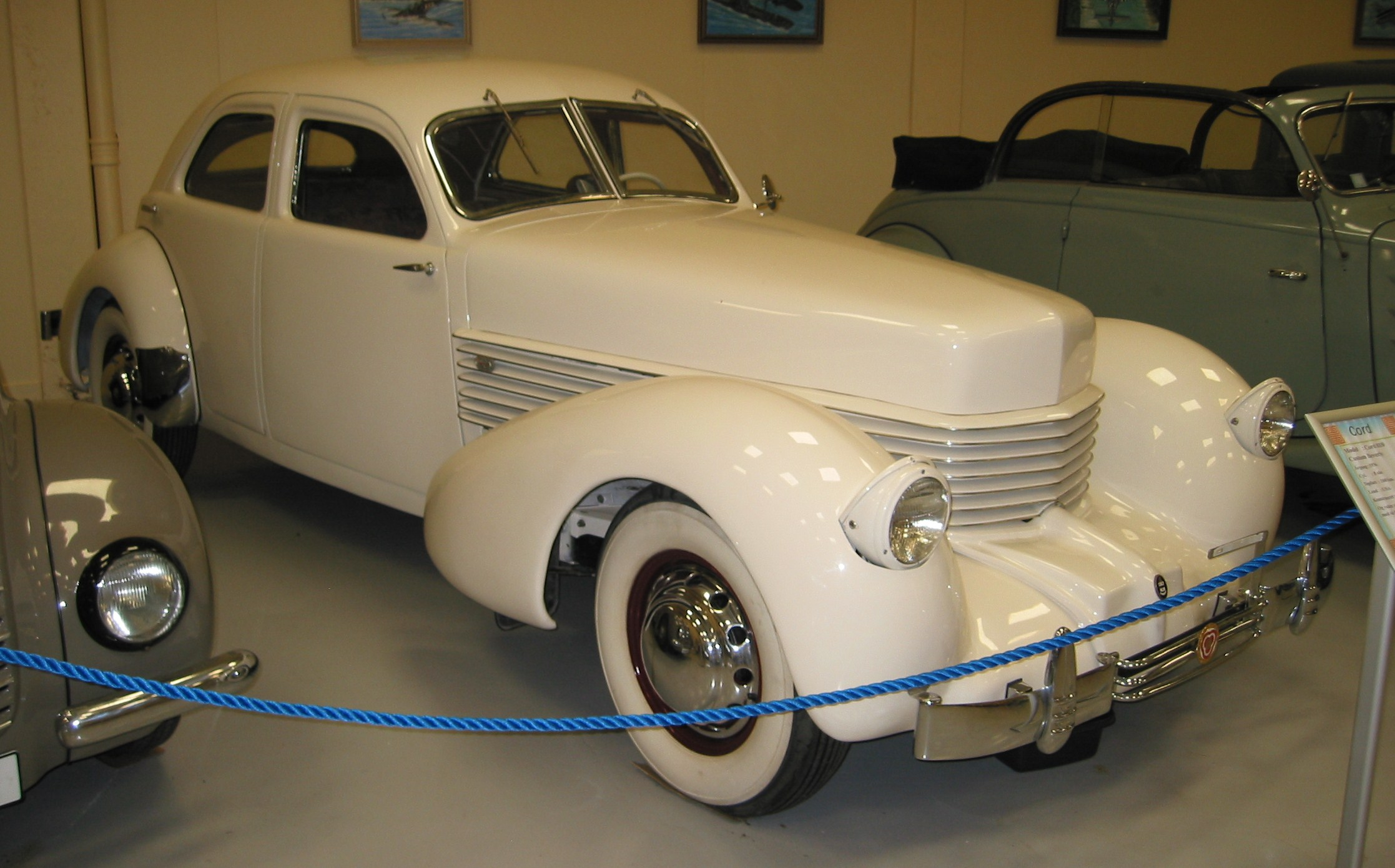
Cord 810

Однак ціна за готові кузови виявляється в районі 600 доларів, при тому, що машину планувалося продавати по 1000 доларів. Виявилося, що штампи, куплені у фірми Cord, не були розраховані на масове виробництво, і доводиться вручну доводити кузови до розуму, що забирає більше часу, плюс здорожує їх виготовлення. Складалася нехороша ситуація, фірма дихала на ладан, а тут ще така підстава. Тоді де Во вирушає до Дірборна до Джозефа Грема, чия фірма Graham-Paige теж дихала на ладан. Грем знав про те, що у «Гаппа» був великий портфель замовлень, тому він погоджується піти назустріч, тобто поставку кузовів для детройтської компанії, але за однієї умови — якщо його фірма теж зможе встановлювати ці кузови на свої шасі, оскільки новинка його компанії, на яку покладалися великі надії, теж не мала попиту, і таким чином він планував урвати шматок пирога, приготованого не ним. Керівництво Hupp Motor Car Co погоджується з цією умовою, але перевезення обладнання з Гран Репідс в Дірборн, а потім його налагодження відкладає масове виробництво нової моделі до квітня 1940 року. Новинка пропонувалася в декількох комплектаціях: Flagship, Mainliner, Cruiser і кабріолет Corsair. Поки йшла підготовка до виробництва нової моделі, не припинялося виготовлення і продаж колишніх моделей, які тепер називалися 992Е і 925Н, вони зникли з каталогів відразу після того, як почався продаж R-Series Skylark. Виготовлення Skylark тривало з квітня до початку липня 1940 року і, продавши за цей час 348 екземплярів цієї моделі, виготовлених в Дірборні (у тому числі два кабріолета), Hupp Motor Car Corporation оголошує себе банкрутом.
Виробництво припинилося через те, що Hupp оплатив фірмі Graham-Paige суму, що покривала тільки 80 виготовлених автомобілів, після чого дірборнська фірма відмовилася випускати автомобілі для Hupp. Виробництво Skylark відбувалося повністю на потужностях Graham-Paige. Спочатку в Дірборні повинні були виготовлятися тільки кузови, проте в Детройті, влада якого брала додатковий податок за виробництво автомобілів, за фірмою Hupp Motor Car Corp. виявився чималий борг, і випуск нових автомобілів міг продовжитися тільки в разі оплати його, тому в Graham-Paige стали поставлятися шасі з двигунами і трансмісіями від «Гаппа». Graham-Paige після того як припинив провадження Hupmobile Skylark, продовжив виготовлення свого Graham Hollywood, який зовні відрізнявся від Skylark наявністю хромованих ніздрів на капоті.

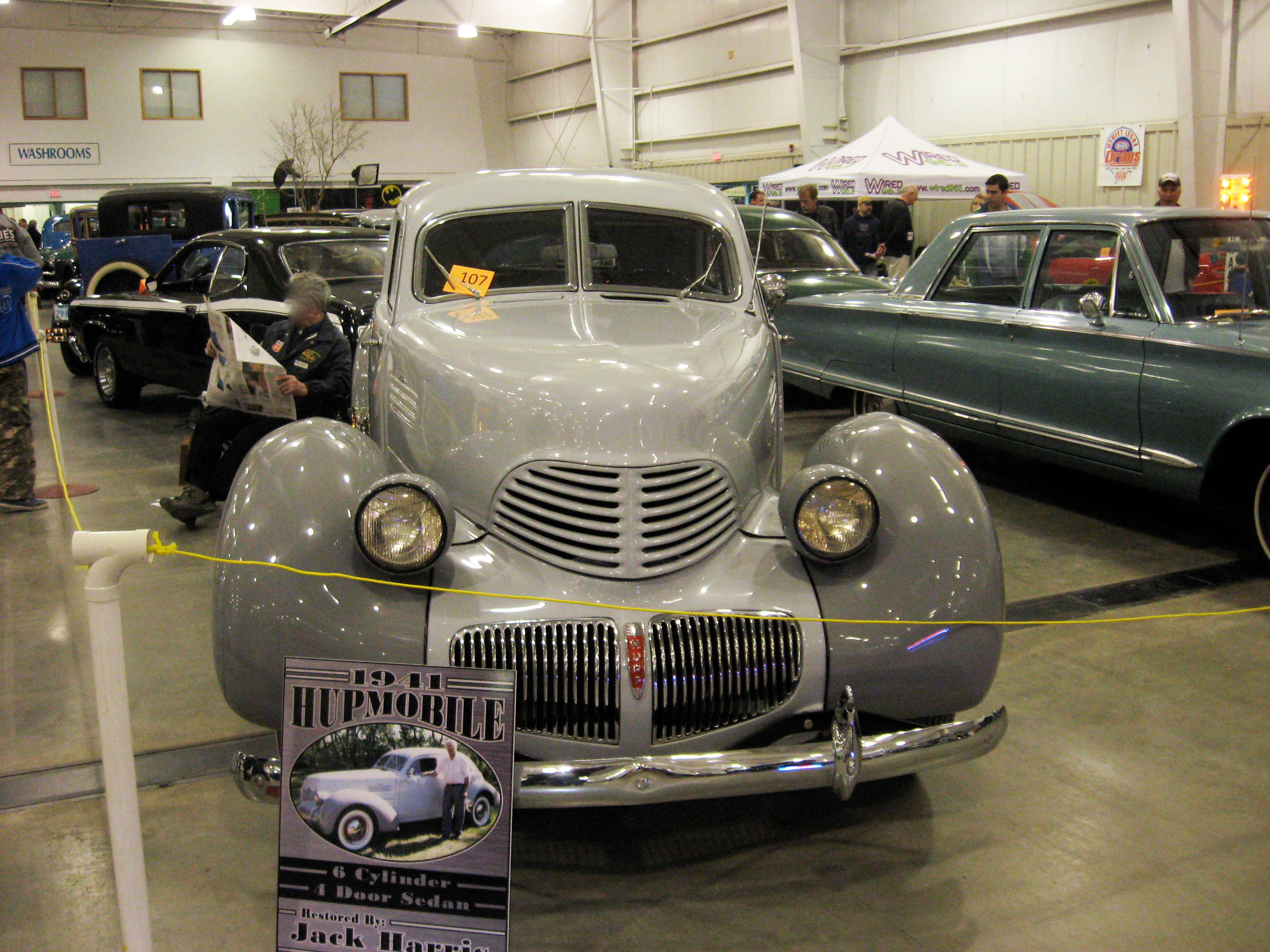
Hupmobile R-Series Skylark

Фірму Hupp Motor Car Corporation вчергове воскрешають в тому ж 1940 році, але тепер виготовлення автомобілі залишилися в минулому. 1941 році тривав розпродаж залишених виготовлених автомобілів, тому існують Hupmobile Skylark 1941 року.
Компанія стала виготовляти боєприпаси, оскільки в Європі вже йшли військові дії і був попит на цей продукт. Після закінчення війни було достатньо коштів, щоб відновити виробництво автомобілів, проте менеджмент волів не ризикувати, компанію в липні 1946 року перейменовують в Hupp Corporation і переносять штаб-квартиру з Детройта в Клівленд. Там стали випускати запчастини для автомобілів і авіації, а також домашню техніку та кондиціонери. 1955 року фірму викуповує Джон Екблом, який прибирає до рук ще сім компаній, які вливаються в Hupp Corporation, тим самим збільшивши штат співробітників з 400 до 4000 чоловік. 1967 року White Consolidated Industries викуповує компанію і перейменовує в Hupp Division, яка з цього моменту займалася виробництвом промислових кондиціонерів. 1985 року фірма перейшла під юрисдикцію корпорації Blaw-Knox Corp, яка через п'ять років перепродує Hupp фірмі з Вашингтона — Sunderland Industrial Holdings Corp, та своєю чергою перейменовується в Hupp Industries, Inc. Проте під даним ім'ям фірма існувала всього рік, оскільки в 1991 році оголошує про своє банкрутство, практично рівно через 50 років після останньої своєї кризи. Проте цього разу не знайшлося інвестицій, щоб перезапустити виробництво, і ось тільки тепер фірма з прізвищем Роберта і Льюїса Гаппів стає надбанням історії.

## Список автомобілів Hupmobile
- 1909 — Hupmobile Model 20
- 1912 — Hupmobile Model 32
- 1914 — Hupmobile K-Series
- 1916 — Hupmobile N-Series
- 1917 — Hupmobile R-Series
- 1925 — Hupmobile E-Series
- 1926 — Hupmobile Series A-1
- 1928 — Hupmobile Century 6
  - Hupmobile Century 8
- 1929 — Hupmobile A6-Series
  - Hupmobile M8-Series
- 1930 — Hupmobile S-Series
  - Hupmobile C-Series
  - Hupmobile H-Series
  - Hupmobile U-Series
- 1931 — Hupmobile Century 6
  - Hupmobile Century 8
- 1932 — Hupmobile Series S-214
  - Hupmobile Series B-216
  - Hupmobile Series L-218
  - Hupmobile Series C-221
  - Hupmobile Series H-225
  - Hupmobile Series V-237
  - Hupmobile Series F-222
  - Hupmobile Series I-226
- 1933 — Hupmobile Series K-321
  - Hupmobile Series F-322
  - Hupmobile Series I-326
- 1934 — Hupmobile 421J
  - Hupmobile 427T
  - Hupmobile 417W
  - Hupmobile F-442
  - Hupmobile I-426
  - Hupmobile KK-421
- 1935 — Hupmobile 517W
  - Hupmobile 518D
  - Hupmobile 521J
  - Hupmobile 527T
  - Hupmobile 521O
- 1936 — Hupmobile 618G
  - Hupmobile 621N
  - Hupmobile 618D
  - Hupmobile 621O
- 1938 — Hupmobile E-822
  - Hupmobile H-825
- 1939 — Hupmobile 922E
  - Hupmobile 925H
- 1940 — Hupmobile R-Series Skylark